# آن (ملكة بريطانيا العظمى)
الملكة آنّ، أو آنّ ستيوارت (Anne, Queen of Great Britain) (ولدت 6 فبراير 1665 — توفيت 1 أغسطس 1714م) أصبحت ملكة إنجلترا وإسكتلندا وأيرلندا منذ 8 مارس عام 1702م، وفي 1 مايو عام 1707م اتحدت اثنتان من ممالكها، هما: مملكة إنجلترا وإسكتلندا، لتكوّنا دولة واحدة عرفت بعد ذلك باسم بريطانيا العظمى، وكان ذلك إنفاذًا ل«مرسوم الاتحاد» (Acts of Union 1707) الذي أُصدِر في ذلك العام. استمر حكم آن إلى وفاتها بوصفها ملكة بريطانيا العظمى وأيرلندا.
وُلِدَت الملكة آن في عهدِ عمها الملك تشارلز الثاني الذي وجّهها لتنشأ نشأة أنجليكانية، لم يكن لتشارلز الثاني أبناء شرعيون يرثون الملك بعده، فكان شقيقه جيمس -والد آنْ الكاثوليكي العقيدة- هو المرشحَ الأول لخلافة تشارلز، وكان مذهبه سببا في كُرْه الشعب في إنجلترا له. مات تشارلز الثاني سنة 1685م فخلَفه شقيقه جيمس الثاني الذي خُلِعَ بعد ثلاث سنوات بالثورة المجيدة عام 1688 فاستُدعِيَتْ ابنته الكُبرى ماري وزوجها وليام أُفْ أُورانْج الهولندي ليخلُفاه، فأصبحت أخت آن ماري الثانية ملكة إنجلترا وأصبح ابنُ عمتها زوجُ ماري الهولنديُّ البروتستانتيُّ: ويليام الثالث ملك إنجلترا، عاهلا شريكا لزوجته، ومع أن العلاقة بين الشقيقتين كانت وطيدة، إلا أنّ الخلافات بينهما نشأت خلال فترة وجيزة من تولي ماري الحكم، حول الشؤون المالية المتعلقة بآن، ووضعها الشرعي والقانوني، واختيارها لبعض المعارف، ومن ثم انفصلت الشقيقتان وظهرت الفجوة بينهما. ولم يكن لويليام وماري أبناء، ولما توفيت ماري 1694م استمر زوجها ويليام في حكمه بصفته العاهل الوحيد إلى موته سنة 1702م، فتولت الملكة آن المُلْك بعده.
وفي حين توليها المنصب، فضّلت آن حزب المحافظين المعتدلين الأكثر قربًا لمشاركة آرائها وأفكارها الدينية الإنجليكانية عن معارضيهم في حزب اليمينيين. وقد أصبح اليمينيون أكثر قوة خلال فترة حرب الخلافة الإسبانية إلى عام 1710م الذي استَبعَدَتْ فيه الملكة آن كثيرا منهم من منصبهم. وقد تدهورت صداقتها الوطيدة بسارة تشرشل، دوقة مارلبورو، نتيجةً للخلافات السياسية.
ابتُليت الملكة آن بصحة معتلة طول حياتها، فبداية من ثلاثينيات عمرها وفيما فوق أخذت تعاني بشكل متزايد من العرج والسمنة. ومع أنها حمَلَتْ سبع عشرة مرّة من زوجها جورج، أمير الدنمارك، إلا أن أبناءها ماتوا جميعا في حياتها، وبذلك كانت عند موتها خاتمة الملوك من آل ستيوارت، وإنفاذًا لمرسوم التولية الذي أصدره البرلمان عام 1701 تولى المُلْكَ بعد الملكة آن أول ملك بريطاني من آل هانوفر الملك جورج الأول، الذي تربطه صلة نسب بآل ستيوارت، فأمه صوفي بالاتينات أمها إليزابيث ستيوارت ابنة جيمس الأول ستيوارت، فإليزابيث شقيقة تشارلز الأول جد الملكة آن من أبيها.

## حياتها المبكرة

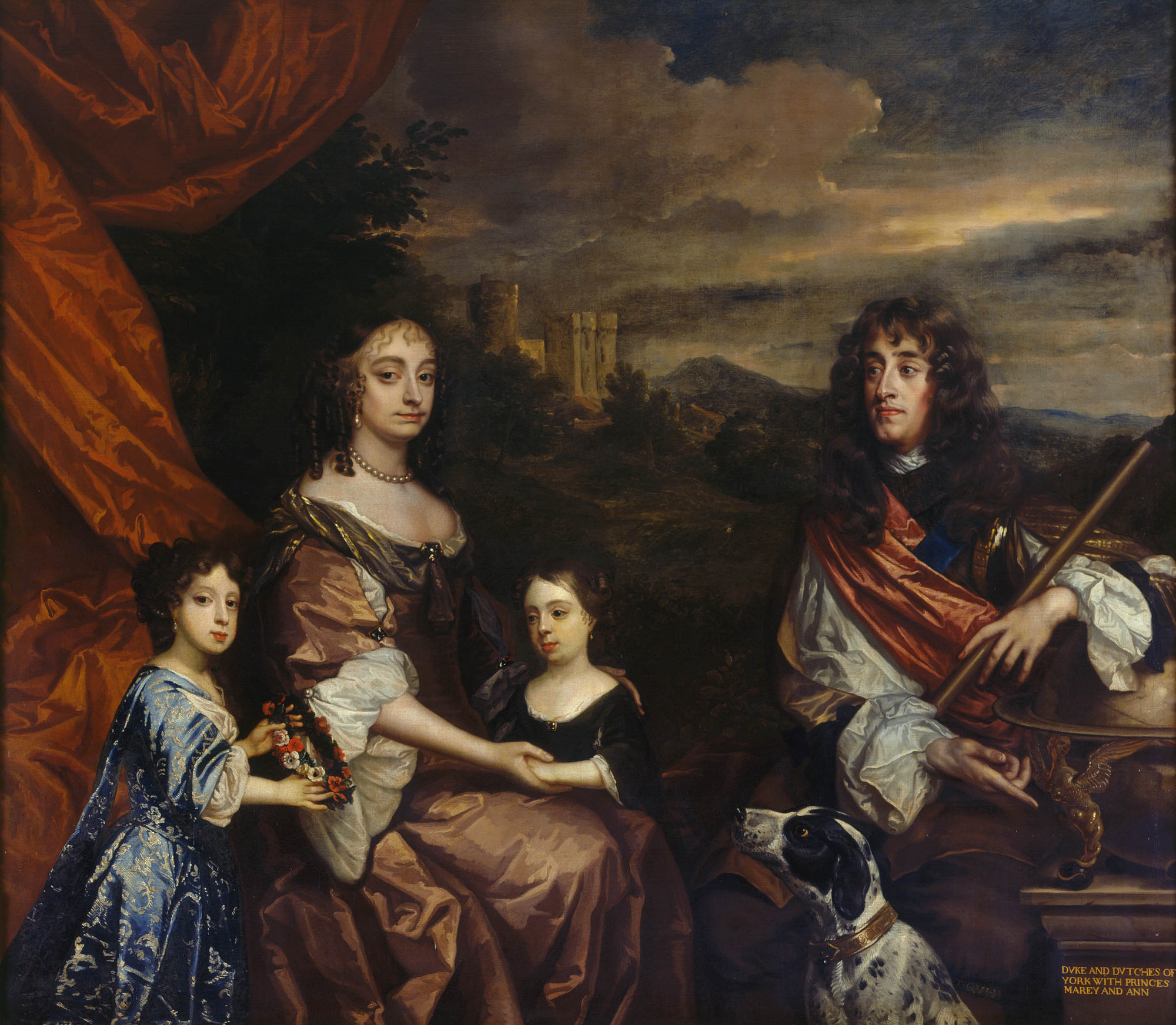
آن (في المنتصف) وشقيقتها ماري (على اليسار) مع والديهما، دوق ودوقة يورك، رسمها سير بيتر ليلي وبينيديتو جيناري الثاني.

ولِدت آن في السادس من فبراير عام 1665 في تمام الساعة 11.39 مساءً في قصر سانت جيمس بلندن، وكانت الرابعة من بين الأبناء والابنة الثانية لجيمس، دوق يورك (الذي لقب بعدئذ بجيمس الثاني والسابع)، وابنة آن هايد، الزوجة الأولي لجيمس الثاني. كان والدها، جيمس الثاني، الأخ الأصغر للملك تشارلز الثاني، الذي حكم ثلاثة ممالك وهم إنجلترا، واسكتلندا، وإيرلندا[ ؟ ]، وكانت والدتها ابنة إدوارد هايد، الرئيس الأعلى للقضاء في بريطانيا وإرل كلارندون الأول. وفي خلال فترة معمودية آن الأنجليكانية في الكنيسة الملكية بسانت جيمس، كانت شقيقتها الكبري، ماري الثانية، واحدة من عرابتها إلى جانب دوقة مونمَثْ ورئيس أساقفة كانتربيري، جلبرت شيلدون. ومن بين أبناء دوق ودوقة يورك الثانية، لم يبق سوي آن وماري ليكونا على قيد الحياة حتى بلوغهما.
ومع كونها طفلة، قد عانت آن في حياتها المبكرة من مرض أصيبت به في عينيها، الذي يمكن وصفه «بالإفراط الدمعي». وقد اُرسِلت آن إلى فرنسا من أجل العلاج الطبي، حيث عاشت هناك مع جدتها، الملكة هنريتا ماريا، في قصر كولومبوس[ ؟ ] بالقرب من باريس. وبعد وفاة جدتها عام 1669، عاشت آن مع عمتها هنريتا آن، دوقة أورليانز. وعقب موت عمتها المفاجيء عام 1670، عادت آن إلى إنجلترا ثم تُوفيت والدتها في العام التالي. وعلى نهج المعتاد في العائلة الملكية، نشأت آن وشقيتها ماري منفصلين عن والدهم في ريتشموند[ ؟ ] بلندن. وفي ضوء تعليمات تشارلز الثاني، نشأوا وترعرعوا بوصفهم بروتستانتيين. وتحت رعاية الكولونيل إدوارد والسيدة فرانسيز فيلير، تركز تعليمهم على تعليمات الكنيسة الأنجليكانية. وأيضًا تم تعيين هنري كومبتون، أسقف لندن، ليكون معلمًا لآن.
وخلال عام 1671، قامت آن بأولي معارفها الشخصية مع سارة جينينغز، التي أصبحت بعد ذلك صديقة مقربة لها وأحد المستشاريين الأكثر تأثيرًا لديها. وقد تزوجت جينينغز من جون تشرشل (الدوق المستقبلي لمارلبورو) في عام 1678. وكانت شقيقته، أرابيلا تشرشل، عشيقة دوق يورك، وكان هو أهم جنرال لدى آن.
وفي عام 1673، أصبح إتجاه دوق يورك إلى المذهب الكاثوليكي الروماني واضحًا، حتى إنه قام بالزواج من الأميرة ماري من مدينة مودينا الإيطالية وهي أميرة كاثوليكية تكبر عن آن بست سنوات ونصف فقط. ونظرًا لأن لم يكن لتشارلز الثاني أية أبناء شرعيين، فكان دوق يورك، جيمس الثاني، هو التالي على خط العرش، ويتبعه ابنتيه من زواجه الأول، ماري وآن. وعلى مدى العشر سنوات التالية، أنجبت دوقة يورك، الأميرة ماري، عشرة أبناء ولكن جميعهم إما أن يفارقوا الحياة قبل أن يأتوا إليها أو أن يفارقوها في طفولتهم، لتحتل ماري وآن المرتبة الثانية والثالثة على خط العرش على التوالي بعد والدهم. وكان هناك دائما مايشير إلى أن آن كانت على علاقة لا بأس بها مع زوجة أبيها خلال حياتها المبكرة، وأن والدها، دوق يورك، كان أب عطوف ذو ضمير حي.

## الزواج

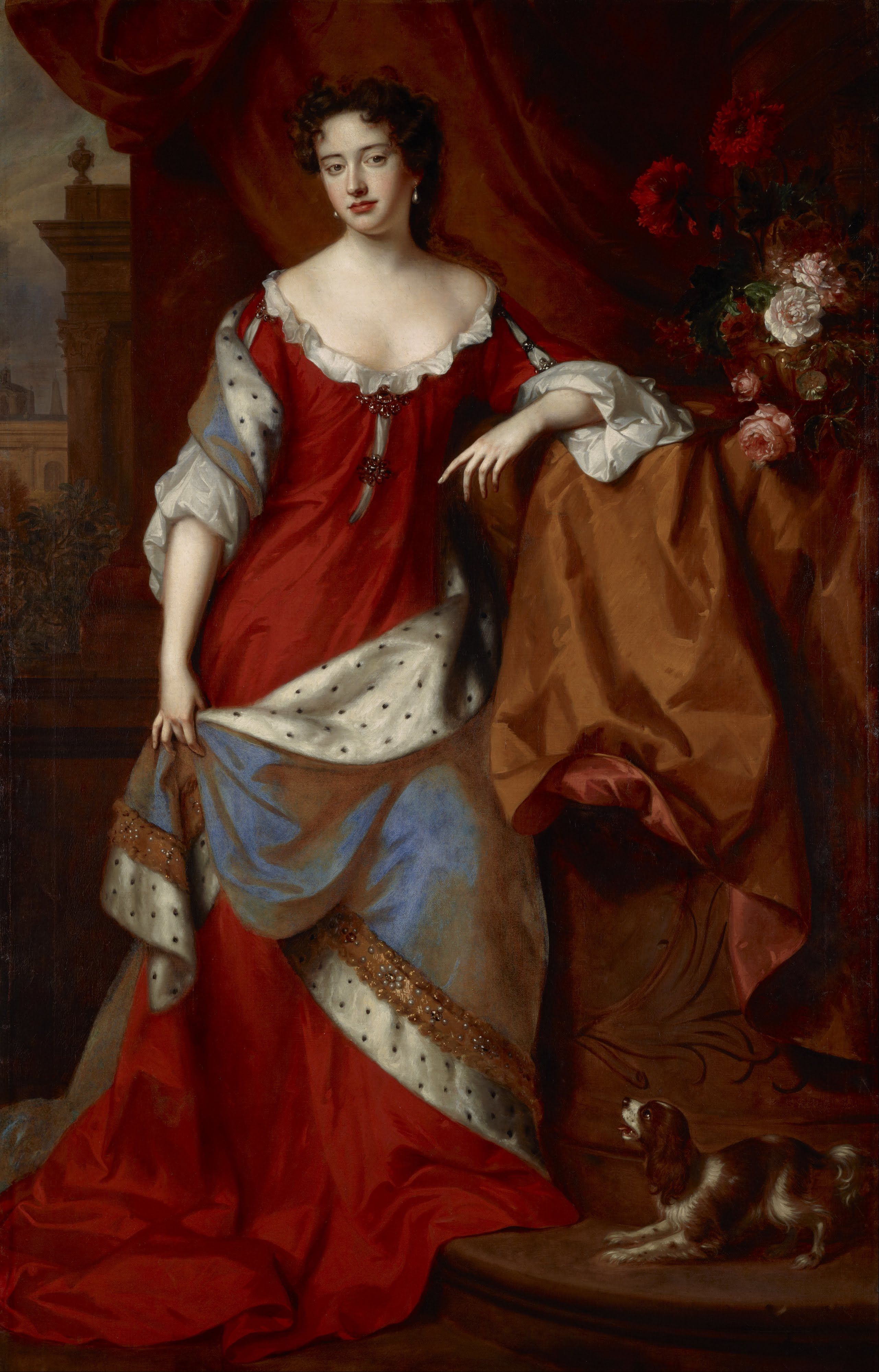
الملكة آن حول عام 1684، رسمها ويليم ويسينج وجان فان ديرفاردت

في الرابع من نوفمبر عام 1677 تزوجت ماري، شقيقة آن الكبري، من ابن عمتها الهولندي، ويليام الثالث[ ؟ ] من مدينة أورانج في هولندا، بقصر سانت جيمس، ولكن لم تحضر آن حفل الزفاف لأنها كانت سجينة في غرفتها بسبب مرض الجدري الذي أصابها. وفي الوقت الذي تعافت فيه وجدت ماري قد غادرت بالفعل من أجل حياتها الجديدة في هولندا. وقد التقطت السيدة فرانسيس فيلير العدوي بهذا المرض ثم ماتت. ثم عُينت خالة آن، السيدة هنريتا هايد (زوجة لورانس هايد)، لتكون المربية الجديدة لها. وفي السنة المقبلة قامت آن وزوجة أبيها بزيارة ماري في هولندا لمدة أسبوعين.
وفي مارس عام 1679 قرر والد آن وزوجته التقاعد والانعزال في بروكسل في ظل موجة من الهيستريا المعادية للمذهب الكاثوليكي التي أثارتها «المؤامرة الكاثوليكية» بقيادة تيتوس أوتس، ثم قامت آن بزيارتهم في نهاية أغسطس، وفي أكتوبر عادوا جميعًا إلى بريطانيا في حين عودة الدوق والدوقة إلى اسكتلندا وعادت آن إلى إنجلترا. وفي خلال الفترة من يوليو 1681 إلى مايو 1682 إنضمت آن مرة أخرى إلى والدها وزوجة أبيها في قصر هوليرود بإدنبرة، وكانت هذه آخر رحلة لها خارج إنجلترا. وفي ديسمبر عام 1680 قام ابن عمة آن من الدرجة الثانية، جورج الأول[ ؟ ] من أسرة هانوفر، بزيارة للندن لمدة ثلاثة أشهر مما أدى إلى ترويج الشائعات حول الزواج المحتمل بينه وبين آن. ولكن قام المؤرخ إدوارد جريج بإبطال هذه الشائعات على إنها ليست لها أي أساس من الصحة؛ حيث أن تم نفي والدها خارج البلاط الملكي وخَطَطَ ورثة أسرة هانوفر لزواج جورج من ابنة عمه صوفيا دوروثيا من مدينة تسيليه ليكون هذا جزء من المخطط المرسوم من أجل وحدة أسرة هانوفر وضمان ميراثها. وراجت أيضًا شائعات أخرى حول علاقة ودية تربط بين آن وأمير مولغراف (الذي أصبح بعدئذ دوق باكنغهام) على الرغم من إنكاره لهذه العلاقة. ومع ذلك تم استبعاده من البلاط الملكي بشكل مؤقت نتيجةً لتلك الشائعات.
وفي حين خروج جورج الأول[ ؟ ]، وريث أسرة هانوفر، من المنافسة على الزواج من آن، كان الملك تشارلز يبحث من جهة أخرى على أمير مؤهل جدير للترحيب به كزوج لآن من خلال أتباعه البروتستانتين وفي نفس الوقت يمكن قبوله من قبل حليفه الكاثوليكي، لويس الرابع عشر ملك فرنسا. وقد كان الدنماركيون في ذلك الوقت حلفاء بروتستانتين للفرنسيين، كما كان لويس الرابع عشر متحمسًا للانضمام إلى التحالف الإنجليزي الدنماركي من أجل السيطرة واستغلال سلطة الهولنديين. وقد تم التفاوض والاتفاق على معاهدة الزواج بين آن والأمير جورج، أمير الدنمارك والأخ الأصغر للملك كريستيان الخامس، من قبل زوج خالتها، لورانس هايد، الذي أصبح إيرل روتشستر، إلى جانب روبرت سبنسر، وزير الدولة للقسم الشمالي وإيرل سندرلاند الثاني. وقد وافق والدها على هذا الزواج بحماس شديد اعتقادا منه بأن هذا الزواج سيقلل من نفوذ زوج ابنته الثانية، ويليام الثالث[ ؟ ]، الذي بالطبع لم يكن سارًا بهذه المباراة.
وقد قام أسقف كومبتون على التقديس بزواج آن وجورج في الثامن والعشرين من يوليه عام 1683 في الكنيسة الملكية. وعلى الرغم من إنه كان زواج مرتب له مسبقًا، فإنهم كانوا شركاء أوفياء ومخلصين. وقد خُصِصَ لهم مجموعة من البنايات في قصر وايت هول الذي عُرِف بأسم كوكبيت (The cockpit) ليكون محل إقامتهم في لندن، كما إنه تم تعيين سارة تشرشل لتكون إحدي وصيفات الملكة آن. وبعد عدة أشهر من الزواج، كانت آن تنتظر مولودها ولكنه وُلِدَ جهيضًا. وقد ذهبت آن بعدها إلى مدينة المنتجع بتونبريدج ويلز (Tunbridge wells) حتى تسترد عافيتها، وفي خلال العامين المقبلين أنجبت آن ابنتيها، ماري وآن صوفيا، بشكل متعاقب سريع.

## تولية جيمس الثاني والسابع
بعد وفاة تشارلز الثاني عام 1685، تولي والد آن المنصب بوصفه جيمس إنجلترا وإيرلندا[ ؟ ] الثاني وجيمس اسكتلندا السابع. وقد بدأ جيمس أن يمنح أتباع المذهب الكاثوليكي المناصب الإدارية والعسكرية مما أدى إلى زيادة الزعر بين الشعب الإنجليزي وانتهاك الشروط الواردة في «مرسوم الإختبار» الذي يهدف إلى منع مثل هذه التعيينات. وقد اتبعت آن الإتجاه العام واستمرت في حضور القداس الإنجليكاني والطقوس الدينية. وبما أن شقيقتها ماري كانت تقيم في هولندا فكانت آن وعائلتها الأفراد الوحيدة من العائلة الملكية الذين يقومون بحضور الطقوس الدينية البروتستانية بإنجلترا. وعندما حاول والد آن إجبارها على أن تعتنق ابنتها الصغري العقيدة الكاثوليكية إنهمرت آن في البكاء وأرسلت إلى شقيقتها تكتب إليها «إن الكنيسة الرومانية فاسدة ومحفوفة بالمخاطر، كما أن غالبية مراسم احتفالتها وثنية بشكل واضح ومباشر». وقد ابتعدت آن عن والدها وعن زوجته بعد أن قام جيمس بإضعاف سلطة الكنيسة في إنجلترا.
وفي غضون أيام من بداية عام 1687، أُجهِضَت آن مرة أخرى وأُصيب زوجها بمرض الجدري مما أدى إلى وفاة ابنتيها بسبب العدوي بالمرض نفسه. وقد كتبت السيدة راشيل راسيل «قد مرت آن وزوجها بتجارب موت عديدة، كانوا يبكون أحيانًا وكانوا يرثون في كلماتهم أحيانًا ثم يجلسون في صمت، يدًا بيد، هو يمرض في فراشه، وهي تكون له خير جليسًا ورفيقًا». وفي وقتٍ لاحق من ذلك العام، تلقت آن معاناة مولودًا جهيضًا آخر.

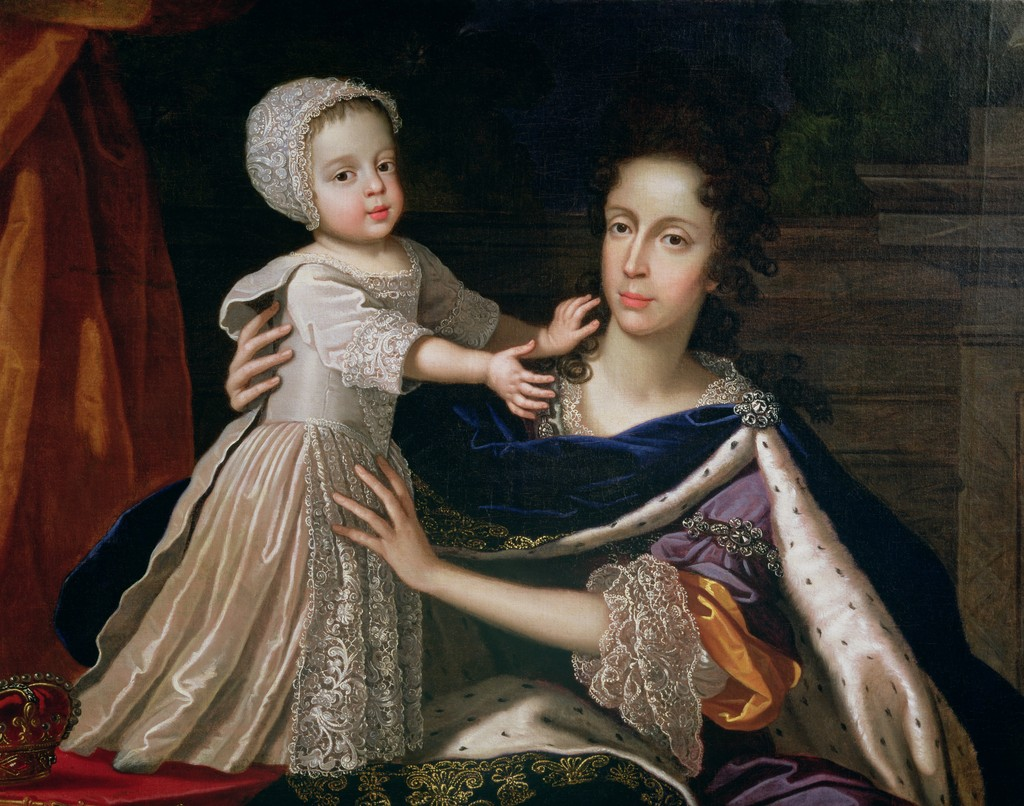
ماري من مودينا، زوجة جيمس، وابنهما جيمس فرانسيس إدوارد

وقد دق ناقوس الخطر العام حول مذهب جيمس الكاثوليكي عندما أصبحت زوجته ماري من مودينا حاملاً للمرة الأولي منذ تولية جيمس. وفي رسالة إلى شقيقتها ماري قد أثيرت الشكوك بداخل آن حول إدعاء الملكة وتذييف حقيقة حملها في محاولة لتقديم وريث غير شرعي. وقد كتبت لها «سوف تبوء مخططاتهم بالفشل إذا حاولوا تعزيز مصالحهم بهذه الطريقة اللعينة، فهناك مؤامرة غير قانونية مقصودة.» وقد عانت آن من إجهاضًا آخر في أبريل عام 1688 وقد غادرت لندن لتتعافي في مدينة المنتجع بمدينة باث البريطانية. وقد أنجبت زوجة أبيها طفلاً يدعي جيمس فرانسيس إدوارد في العاشر من يونيه عام 1688، وقد مهد ذلك إلى تولية كاثوليكية قريبة. وظلت آن في مدينة باث لذلك لم تشهد ميلاد هذا الطفل وهذا عزز الاعتقاد بأن هذا الطفل غير شرعيًا. وقد غادرت آن العاصمة اضطرارًا ربما ليمنعها ذلك عن حضور ذلك الميلاد أو ربما لأنها كانت مريضة بالفعل، ولكن ربما يرجع ذلك أيضًا إلى رغبة جيمس في إقصاء جميع البروتستانتيين من شئون الدولة بما في ذلك ابنته. وقد كتبت آن لشقيقتها ماري «قد لا يتوجب على أن أشعر بالرضاء الآن، فإذا كان ذلك الطفل شرعيًا أو غير شرعيًا فإنه في النهاية أخًا لنا، ولكن الله وحده يعلم. لكنني أحمل الكثير من المخاوف والأفكار اليائسة، لكن مهما حدث من تغييرات فإنكي ستجدينني دائمًا مترسخة بكل إيمان بديني ودينك.»
ومن أجل وضع نهاية للشائعات المترددة حول الطفل غير الشرعي، قام جيمس بدعوة أربعين شاهدًا على هذا الميلاد لحضور اجتماع المجلس السري، ولكن أدعت آن بأنها لا تستطيع الحضور بسبب كونها حاملاً (في حين إنها لم تكن) ثم رفضت أن تقرأ إقرارات الخلع لأنها من وجهة نظرها «غير ضرورية».

## الثورة المجيدة

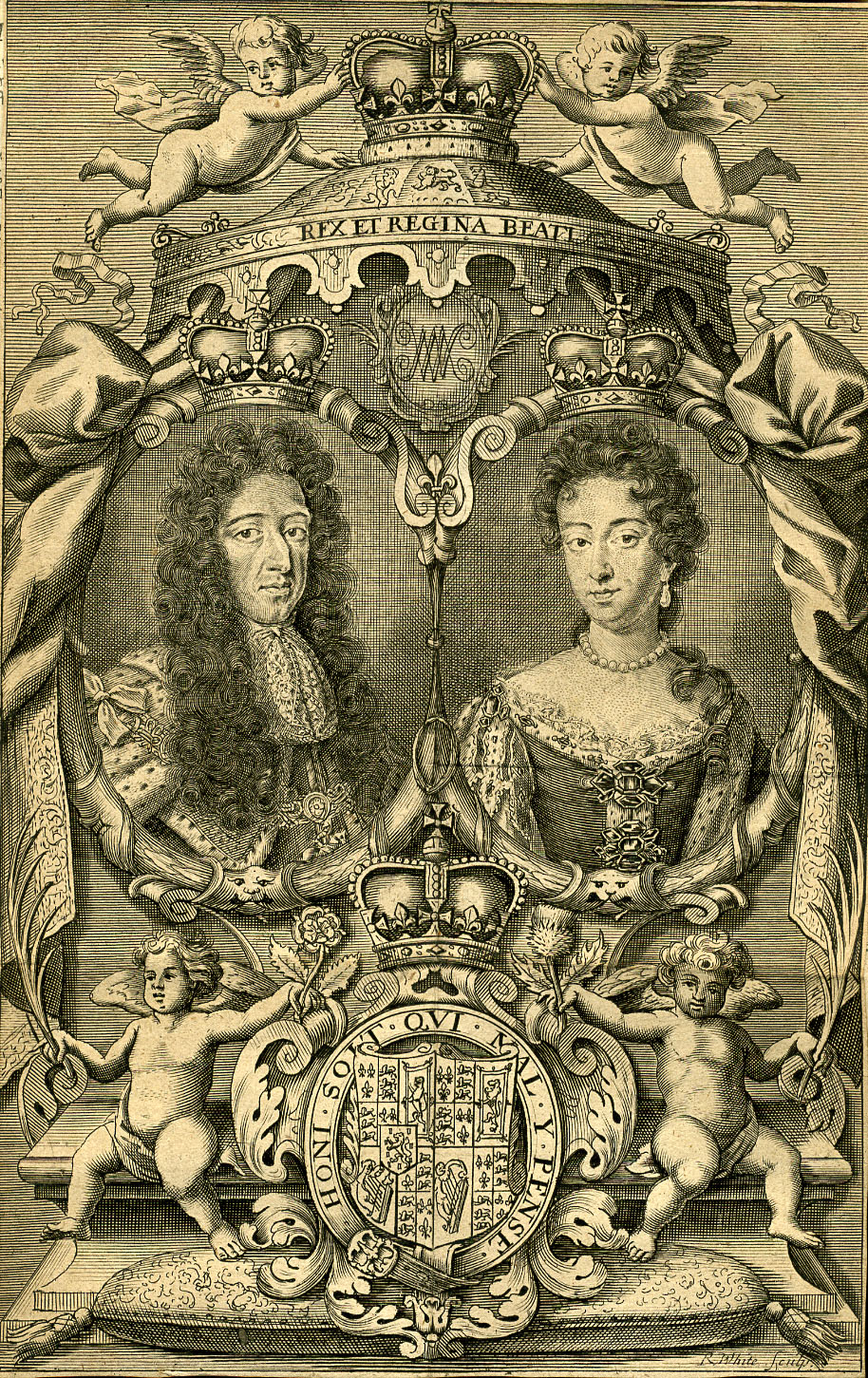
نقش لويليام الثالث وزوجته ماري الثانية

وفي ظل ما تم تسميته «بالثورة المجيدة»، قام ويليام الثالث[ ؟ ] بغزو إنجلترا في الخامس من نوفمبر عام 1688 وقد أسفر ذلك إلى خلع الملك جيمس في النهاية. وبمنع جيمس لأبنته بالقيام بزيارة متوقعة لشقيقتها ماري في الربيع عام 1687، تراسلت آن معها وكانت على دراية بالخطط المقبلة للغزو. وبموجب نصيحة أسرة تشرشل لها، رفضت آن أن تتخذ موقف والدها وتسير على نهجه بعد أن قام ويليام بالغزو كما إنها أرسلت له في الثامن عشر من نوفمبر تعلن موافقتها لمبادرته. وقامت أسرة تشرشل بنبذ الملك جيمس الذي لم يحظ بشعبية كافية في الرابع والعشرين من نوفمبر.
وقد حذي الأمير جورج حذوها وسار على نهجها في تلك الليلة، وفي مساء اليوم التالي أصدر جيمس قرارًا بالاعتقال المنزلي لسارة تشرشل والإقامة الجبرية بقصر سانت جيمس. ثم قررت آن وصديقتها سارة الهروب من القصر الملكي (قصر وايت هول) من خلال الدرج الخلفي ليكونوا تحت رعاية أسقف لندن، هنري كومبتون، وقاموا بقضاء ليلة واحدة في منزله وبعد ذلك ذهبوا إلى مدينة نوتنغهام في الأول من ديسمبر. وبعد إسبوعين وصلت آن إلى أكسفورد حيثما قابلت الأمير جورج. ثم أخذ الملك جيمس في الرثاء باكتشافه هجرة ابنته في السادس والعشرين من نوفمبر قائلاً «ساعدني يا إلهي، حتى أن أبنائي قاموا بالتخلي عني.» وفي التاسع عشر من ديسمبر، عادت آن إلى لندن حيث قام ويليام الثالث[ ؟ ] بزيارتها. وقد هرب جيمس إلى فرنسا في الثالث والعشرين من ديسمبر. ولم تبد آن أية اهتمام نحو أخبار رحلة والدها على الإطلاق بل إنها فقط تساءلت عن لعبة الأوراق المعتادة لديها. وقد بررت موقفها بقولها «إنني اعتدت اللعب والتسلية ولا أحب على الإطلاق أن أفعل شيئًا بالإكراه.»
في يناير عام 1689 عَقَد برلمان إنجلترا إتفاقية تعلن تخلي جيمس عن العرش بالفعل عندما هرب إلى فرنسا، وأن عروش إنجلترا وإيرلندا[ ؟ ] أصبحت بالتالي شاغرة. كذلك اصدر برلمان اسكتلندا القرار نفسه وتم إعلان ويليام وماري ملكًا وملكة على الممالك الثلاثة. وقد قامت وثيقة الحقوق 1689 أو (إعلان الحقوق الإنجليزي) بتسوية خلافة التاج. وكان يبدو أن آن وأحفادها سيكونون على خط العرش والخلافة بعد الملك ويليام والملكة ماري، وقد يتبعهم أحفاد ويليام ما إذا كان هناك زواج مستقبلي. وفي الرابع والعشرين من يوليه عام 1689، انجبت آن طفلا يدعي الأمير ويليام، دوق غلوستر، الذي على الرغم من مرضه، بقي على قيد الحياة حتى طفولته. وبما أن الملك ويليام والملكة ماري لم يكن لديهم أية أبناء، كان يبدو أن ابن الملكة آن سوف يتوج في النهاية ملكًا على البلاد.

## الملك ويليام والملكة ماري
بعد توليهم المنصب، قام الملك ويليام والملكة ماري بمكافأة جون تشرشل من خلال منحه لقب أرلية مارلبورو (رئاسة القضاء) ومنح الأمير جورج لقب دوق كمبرلاند. وطالبت آن بحقها في الإقامة في قصر ريتشموند[ ؟ ] وحقها في الإقرار البرلماني. ولكن رفض الملك ويليام والمكلة ماري طلبها الأول وبالتالي قُبل طلبها التاني بالرفض أيضًا دون جدوي مما أدى إلى نشأة التوتر بين الشقيقتين. وقد ازداد استياء آن وغضبها عندما رفض الملك ويليام السماح للأمير جورج بالخدمة في الجيش البريطاني. وكان يخشي هذا الملك وزوجته أن استقلال آن المالي يمكنه أن يضعف من نفوذهم وسلطتهم عليها ويسمح لها بإقامة طائفة سياسية منافسة. وفي ذلك الوقت وبناءً على رغبة آن، قررت آن وسارة تشرشل، دوقة مارلبورو بأن تطلق كلاً منهما على الأخرى ألقاب مدللة مستعارة فيما تعرف بالسيدة مورلي والسيدة فريمان على التوالي من أجل تسهيل إقامة صداقة أقوي بينهما قائمة على المزيد من المساواة عندما تغمرهم الوحدة. وفي يناير عام 1692، مع وجود شك بأن هناك تآمر سري من قبل أتباع جيمس (اليعاقبة[ ؟ ]) على مارلبورو، قام ويليام وماري على غرار ذلك بفصله عن جميع صلاحياته ومناصبه. وفي خلال العرض العام من اجل دعم مدينة مارلبورو، اصطحبت آن سارة تشرشل إلى حدث اجتماعي في القصر ورفضت رغبة شقيقتها في طرد سارة من منزلها. وقد تم طرد السيدة سارة تشرشل بعد ذلك بالفعل من القصر الملكي بواسطة اللورد تشامبرلين ثم غادرت آن القصر الملكي غاضبة لتقيم في «منزل سيون»، المنزل التابع لدوق سومرست[ ؟ ]. ومن ثم تجردت آن من كل معاني الاحترام والتقدير؛ حيث أن تم منع رجال الحاشية الملكية والخدم من زيارتها وصدرت تعليمات للسلطات المدنية بتجاهلها ونبذها. وفي أبريل أنجبت آن طفلاً مات بعد ولادته بدقائق. وقامت ماري بزيارتها، ولكن بدلاً من منحها مزيد من الراحة إتخذت زيارتها فرصة لتوبيخها مرة أخرى بسبب صداقتها بسارة تشرشل. ومن ثم لم تر الشقيقتان بعضهما البعض مرة أخرى. وفي وقتٍ لاحق من ذلك العام غادرت آن إلى منزل بيركلي[ ؟ ] في بيكاديللي[ ؟ ] بلندن وحينها أنجبت طفلة وُلِدَت جهيضة في مارس عام 1693.
عندما تُوفيت الملكة ماري بسبب إصابتها بمرض الجدري عام 1694، استمر ويليام في حكمه بمفرده. وأصبحت آن هي ولي العهد المقبل، حيث إنه إذا كان من المحتمل أن يحصل على أية أبناء من زوجة أخرى فسوف يكون ترتيبهم متأخرًا على خط العرش والخلافة بالنسبة للأميرة آن، وتم التصالح والإتفاق بينهما علانية أمام الجميع، كما إنه أعاد لها احترامها وكرامتها من خلال السماح لها بالإقامة في قصر سانت جيمس، ومنحها مجوهرات شقيقتها ماري، إلا إنه استبعدها عن سلطة الحكم والمناصب الحكومية ومنعها من تعيينها كوصية على العرش أثناء غيابه بالخارج. وبعد ثلاثة أشهر، استعاد ويليام مارلبورو وضمها إلى مملكته. ومع عودة آن إلى بلاط الملك أصبح منزل بيركلي مركزًا اجتماعيا للخدم ورجال الحاشية الذين تم منعهم مسبقًا من التواصل مع آن وزوجها.
وقد أرسلت آن إلى والدها، جيمس، عام 1696 تطالبه بأن يسمح لها أن تكون ولية العهد بعد ويليام الثالث، وبعد ذلك تعده بأن تعيد له تاج العرش حين تجد الفرصة الملائمة لذلك، ولكنه رفض أن يمنحها موافقته. وأخذت آن تحاول في إثبات خلافتها وتوليها للعرش بعد الملك ويليام من خلال محاولتها لتجنب طلبها المباشر من جيمس.

### مرسوم التولية

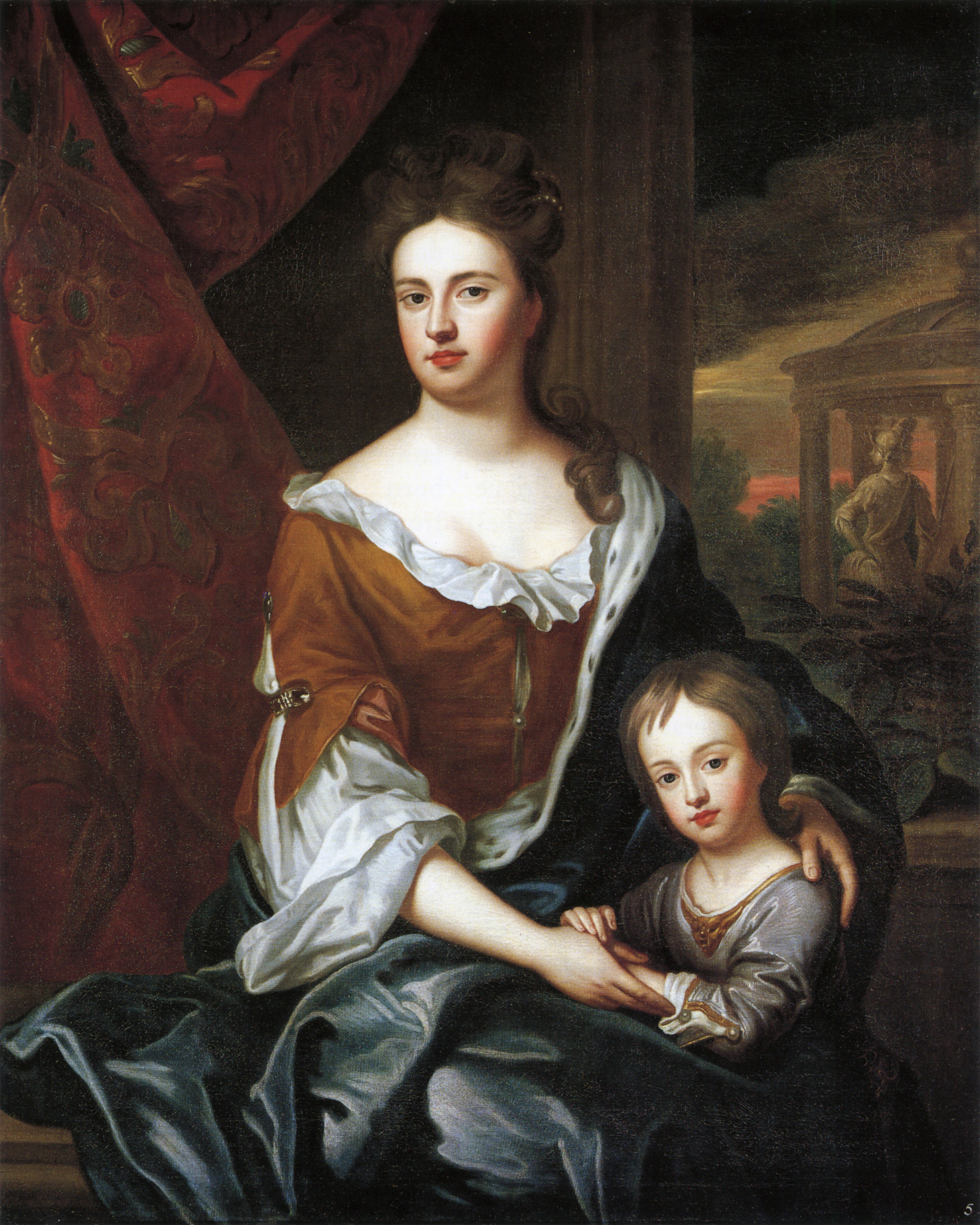
آن وابنها الأمير ويليام، دوق غلوستر، في لوحة فنية من مدرسة السيد غودفري نيلر

انتهي آخر حمل لآن في الخامس والعشرين من يناير عام 1700 عندما أجهِضَت طفلاً آخر. وبهذا تكون قد مرت آن على الأقل بسبع عشرة تجربة حمل على مدي سنوات عديدة، وأجهِضَت أو أنجبت اثني عشر طفلاً جهيضًا، والخمسة أبناء الذين بقوا على قيد الحياة مات منهم أربعة أبناء قبل الوصول إلى سن عامين. وبدأت آن تعاني من نوبات «النقرس» وآلام في الأطراف والمعدة والرأس منذ عام 1698. وبسبب الإجهاضات والخسائر الجنينية والأعراض الجسدية التي تعرضت لها، أصيبت آن بمرض الذئبة الحمامية المجموعية أو مايسمي ب (متلازمة هيوز). وبالإضافة إلى ذلك فإن إصابتها بمرض التهاب الحوض يفسر سبب تزامن بداية هذه الأعراض مع الحمل قبل الأخير. وهناك أيضًا عدة أسباب أخرى أدت إلى فشل تجارب حملها ومنها مرض الليستريا، ومرض السكري، وتأخر نمو الجنين داخل الرحم ومرض توافق الربص. وقد ثبت أن هذا المرض يتفاقم مع مرات الحمل المتعاقبة لذلك فإنه تفاقم مع أنماط الحمل التي مرت بها آن، حيث أن طفلها الوحيد الذي بقي على قيد الحياة حتى طفولته، الأمير ويليام دوق غلوستر، وُلِدَ بعد سلسلة من الولادات الجهيضة. وقد صرح بعض الخبراء أن مرض الزهري ومرض البورفيريا والتشوه الحوضي كان يؤثر على رحلة علاجها وتاريخها الطبي.
وقد سبب لها مرض النقرس العرج لفترة كبيرة ومتأخرة من حياتها وفي تلك الفترة كانت تحمل لتنتقل داخل القصر الملكي في «مقعد سيدان» (مقعد محمول مغلق على هيئة سيارة صغيرة) أو في المقعد المتحرك أما في حالة الانتقال بين ممتلكاتها فكانت تستخدم العربة ذات الحصان الواحد التي كانت تقودها هي بنفسها «بشراسة مثل جيهو وكالقناص البارع مثل نيمرود». وقد زاد وزنها نتيجة لنمط الحياة المستقرة غير المتحركة؛ وكتبت سارة «إنها أخذت تنمو وتزداد سمنةً وبدانةً.. فكان هناك شيئًا من العظمة في مظهرها، ولكن مختلطًا بشيئًا من كآبة النفس». وقام السيد جون كليرك، البارونيت الأول بوصفها عام 1706 وقال «وفي ظل نوبة النقرس والألم الشديد والصراع العنيف كان كل شيء يسير على غير المعتاد، كان وجهها مبثور يغلب عليه الحمرة وكان ذلك بداية لشيء مفزع مع ثيابها المتهاون المُهمَل، وكان قدمها مكبل دائمًا بالكمادة وبعض الضمادات السيئة. كنت أتأثر كثيرًا لهذا المشهد»
وقد مات ابنها الوحيد، دوق غلوستر، الذي بقي على قيد الحياة في سن الحادية عشر الموافق الثلاثين من يوليه عام 1700. وقد «طغي الحزن» عليها وعلى زوجها حتى أمرت آن أسرتها بأن يقيموا يومًا للحداد على ذكري وفاته من كل عام. ومع وفاة دوق غلوستر وعدم وجود أية أبناء شرعيين لويليام الثالث[ ؟ ]، تصبح آن الفرد الوحيد الذي يبقي على خط العرش والخلافة كما تنص «وثيقة الحقوق 1689». ومن أجل معالجة أزمة الخلافة ومنع أي استعادة كاثوليكية مرة أخرى أصدر برلمان إنجلترا مرسوم التولية عام 1701 الذي ينص على، في حالة فشل تولية آن أو ويليام الثالث من خلال أي زواج مستقبلي، أن تاج العرش في إنجلترا وإيرلندا[ ؟ ] سيتسلم لصوفيا، المنتخبة من قبل أسرة هانوفر، وأحفادها البروتستانتيين، حيث إنها حفيدة جيمس السادس والأول من خلال ابنته إليزابيث التي تكون شقيقة تشارلز الأول[ ؟ ]، جد آن. وعلى غرار ذلك المرسوم تم استبعاد أكثر من خمسين مرشح كاثوليكي عن خط العرش كانوا أكثر قربًا وصلةً لآن. ثم تُوفي بعدها والد آن في سبتمبر عام 1701. وأرسلت أرملته، الملكة السابقة، تكتب لآن لإبلاغها بأن والدها قد أصفح عنها ويريد أن يذكرها بوعدها في محاولتها وسعيها لاستعادة العرش له ولأحفاده. ولكن آن قد أذعنت بالفعل خط الخلافة الجديد الذي نص عليه مرسوم التولية.

## حكمها

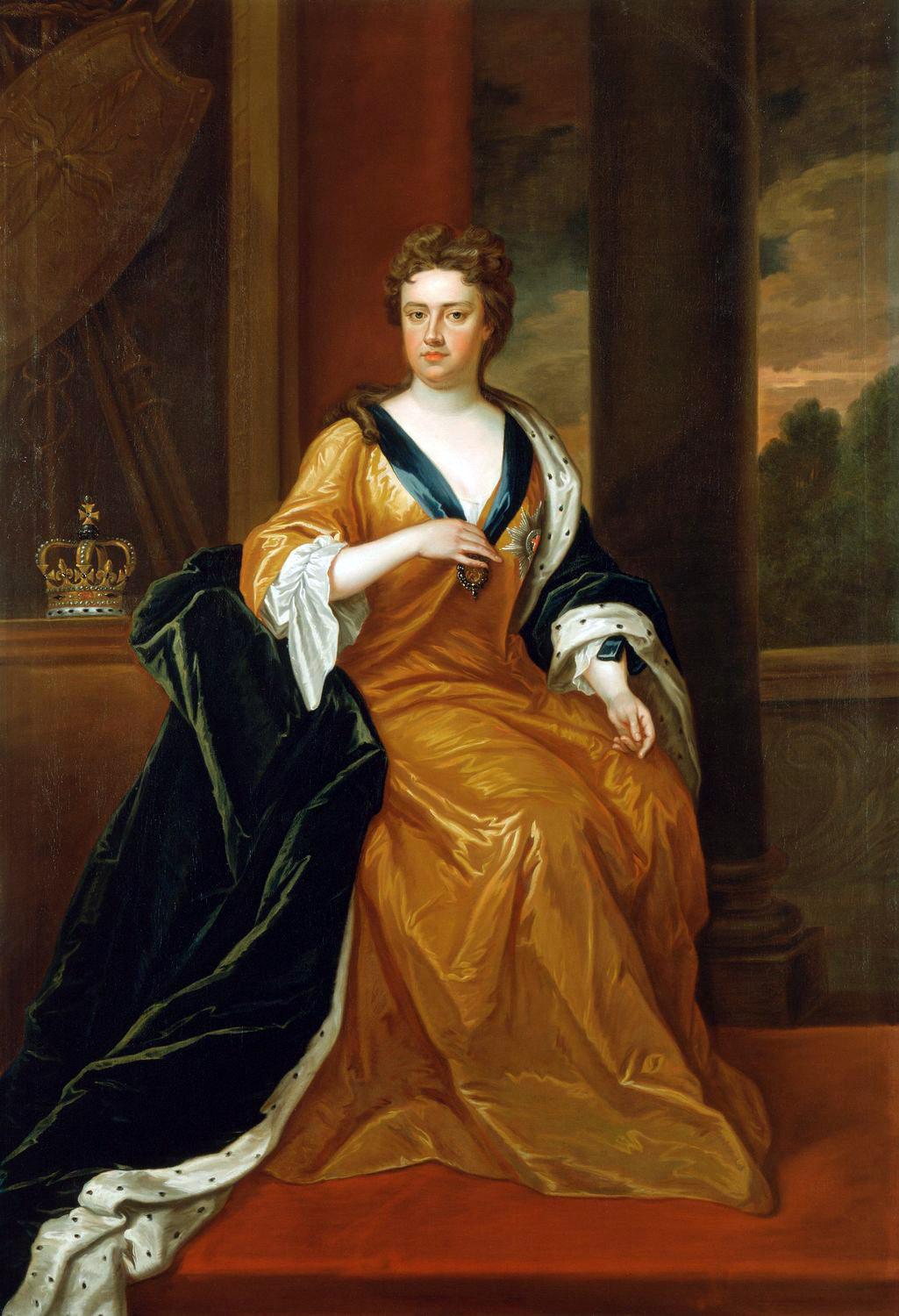
لوحة فنية رسمها تشارلز جيرفز

أصبحت آن ملكة على البلاد وبعد وفاة ويليام الثالث[ ؟ ] في الثامن من مارس عام 1702 وقد نالت على الفور شعبية هائلة. وفي خطابها الأول إلى البرلمان الإنجليزي في الحادي عشر من مارس أبعدت نفسها عن آخر صهر[ ؟ ] هولندي لها وقالت «أنني أعلم جيدًا أن قلبي وفي تمامًا لإنجلترا، ويمكنني أن أوكد لك بكل إخلاص إنه لا يوجد شيئًا يمكن أن تتوقعه أو ترغبه مني لم أكن على أتم الاستعداد بفعله من أجل سعادة ورخاء إنجلترا.»
وبعد فترة وجيزة منذ توليها المنصب، قامت آن بتعيين زوجها الأميرال الأعلى ومنحته تحكم صوري فيما يخص البحرية المَلَكية. وقد منحت أيضًا قيادة الجيش للورد[ ؟ ] مارلبورو الذي قامت بتعيينه نقيبًا عامًا. كما إنه استقبل كثير من العطايا والتبجيل والاحترام من قبل الملكة؛ حيث تم منحه لقب «فارس الرباط» كما إنه تم ترقيته إلى رتبة دوق. كما أن دوقة مارلبورو تم منحها عدة ألقاب منها ملازم العائلة الملكية (راعي الملك)، وسيدة القصر العليا، وحارس الثروة الملكية.
وقد تم تتويج الملكة آن في عيد القديس جورج الموافق الثالث والعشرين من أبريل عام 1702. وفي حين ابتلائها بمرض النقرس تم نقلها إلى كنيسة وستمنستر في مقعد سيدان مفتوح ملحق بظهر منخفض ليسمح لها بمزيد من الراحة. وفي الرابع من مايو أصبحت إنجلترا متورطة في حرب الخلافة الإسبانية التي كانت تحارب فيها إنجلترا والنمسا والجمهورية الهولندية ضد فرنسا وإسبانيا. وقد تُوفي تشارلز الثاني ملك إسبانيا عام 1700 وأصبح التنازع على الخلافة من قبل اثنين من المرشحين وهما تشارلز، هابسبورغ أرشيدوق النمسا، والبوربون فيليب، دوق أنجو.

### مرسوم الوحدة (الاتحاد)
عندما كانت إيرلندا[ ؟ ] تخضع إلى إنجلترا وكانت ويلز تشكل جزءًا من مملكة إنجلترا، ظلت اسكتلندا دولة مستقلة ذات سيادة لها برلمان خاص بها وقوانينها المستقلة. كما أن مرسوم التولية الذي أصدره البرلمان الإنجليزي عام 1701 تم تطبيقه على مملكة إنجلترا وإيرلندا فقط دون اسكتلندا التي يتمثل فيها الأقلية القوية التي ترغب في المحافظة على سلالة ستيوارت الحاكمة وحقها في ميراث العرش. وقد أعلنت الملكة آن في خطابها الأول للبرلمان الإنجليزي «إنه من الضروري» عقد اتحاد شامل يضم إنجلترا واسكتلندا، وعلى هذا تم عقد لجنة الأنجلو الاسكتلندية المشتركة في محل إقامتها السابق بكوكبيت (The cockpit) لمناقشة الأوضاع والشروط في أكتوبر عام 1702. وقد توقفت المفاوضات في أوائل شهر فبراير عام 1703 لفشلها في التواصل إلى اتفاقية مشتركة. وقد استجابت ولايات اسكتلندا إلى مرسوم التولية من خلال إصدار «مرسوم الأمن» الذي منح السلطة لهذه الولايات، في حالة عدم وجود أية أبناء شرعيين للملكة، لاختيار الملك الإسكتلندي القادم من بين الأحفاد البروتستانتيين من الأسرة الملكية في اسكتلندا. ولابد ألا يكون الشخص الذي سيتم اختياره من قبل هذه الولايات شخص من الأشخاص الذين جلسوا على كرسي العرش الإنجليزي من قبل، ما إذا منحت إنجلترا كامل الحرية للتجارة مع التجار الاسكتلنديين. وفي بداية الأمر حجبت آن الموافقة الملكية عن هذا المرسوم، لكن مَنَحَتها في العام المقبل حين قامت الولايات الاسكتلندية بتهديدها بمنع الإمدادات والمؤن والذخيرة والمجازفة بالدعم الإسكتلندي لحروب إنجلترا.

## سياسة الحزبين
امتاز حكم الملكة «آن» بالتطور الواسع في نظام الحزبين ففي الغالب كان حزب المحافظين ينال الدعم من الكنيسة الانجليكانيه، وكانوا يفضلون الفائدة العقاريه المخصصه للطبقه العليا في البلد، في الوقت الذي كان فيه اليمنيون منحازون للفوائد التجاريه والبروتستانتينيه المنشقة لذلك كانت الملكة «آن» كأنجليكانيه ملتزمه تميل إلى دعم حزب المحافظين  وكان وزيرها الأول غالبا ما يكون من المحافظين؛ فتضمن هذا المنصب البعض من كبار حزب المحافظين مثل: دانيا فيتش «الايرل الثاني» لبلده نوتينجهام وعمه لورانس هايد «الايرل الأول» لبلدة روشيستر والذي تم اعدامه على يد السيد «تريشرز» رئيس«جودولفين»؛ بالاضافه إلى المفضل لدى الملكة «آن» الدوق مارلبوروف والذي يعتبر من المحافظين المعتدلين، علاوة على ذلك؛ المتحدث الرسمي للمجلس الشيوعي «روبرت هارلي».
دعمت الملكة «آن» مشروع المطابقة غير الدائم عام 1702، والذي تم الترويج له عن طريق الحزب المحافظ وعارضه اليمنيون. والذي كان يهدف إلى تجريد البروتستانتين المعارضين من حقوقهم في تولي الوظائف العامه عن طريق إغلاق الثغرات بالقوانين الموجوده تحت الاختبار، فبهذا التشريع تم تقييد الوظائف العامه بحيث يصبح تولي تلك الوظائف مقتصره على الملتزمين الانجلكانيين. القانون الجديد سمح للغير مؤيدين ان ياخذوا الوظيفة من الطائفه الانجيليه مرة واحدة في العام.

زوج «آن» كان في موقف لا يحسد عليه حينما أجبرته على التصويت للمشروع، على الرغم من انه لوثري. فكان مؤيد غير دائم. نجح اليمنيون في ايقاف هذا المشروع في فترة جلسة البرلمان. أعادت الملكة مرة أخرى الممارسات الدينية المعتاده لكي تلتمس من الله أن يجنبها الشر الملكي كما حدث مع ويليام في المعتقد الخرافي البابوي  وبعد العاصفة العظمى التي ضربت بريطانيا في عام 1703 أعلنت الملكة فرض صوم عام وذلك كي تناشد الله لكي يصفح عن أخطاء تلك الأمة ويقبل توبتها؛ تلك الخطايا التي جلبت هذا الحكم البائس. مشروع المطابقة تم استئنافه من جديد في أعقاب العاصفة ، ولكن«آن» أوقفت الدعم خوفا منها أن تسبب أعادته نزاع سياسي.
ومرة أخرى فشلت المحاولة  الثالثه لتقديم المشروع كتعديل لمشروع قانون المال في نوفمبر 1704 واُحبطت تلك المحاولة أيضا. ايد اليمنيون بشدة الحرب الإسبانية التي عقبت تلك المشروع وأصبحوا أكثر نفوذا وسلطة بعد الانتصار العظيم الذي حققه الدوق (مالبوروف) في معركة بيلينهم في 1704. العديد من رؤساء حزب المحافظين الذين اعترضوا على اشتراك بريطانيا في الحرب على الأرض ضد فرنسا. تم عزلهم من مناصبهم. على سبيل المثال تم استبدال نوتينجهام الذي عين كسكرتير الدولة للشئون الشمالية بكلا من جودولفين، مارلبروف وهارلي، والذي مثل الثلاثي الحاكم وقام بمهامهم  أنهم كانوا مجبورين على الاعتماد أكثر وأكثر على الدعم الاتي من اليمنيون وخاصة اللورد سومرس وهاليفاكس واكسفورد من الفرقة الحربية اليمنية الملكة «ان» لم تكن تفضل هؤلاء القادة  سارة دوقة بلدة مالبوروف والتي ألحت على الملكة ان بلا انقطاع بأن تقوم بتعيين يمنيون أكثر ولكي تقلل من سلطة ونفوذ حزب المحافظين والتي كانت تعتبرهم أفضل قليلا من اليعاقبة لذلك أصبح غضب الملكة وازدراءها منها متزايد.

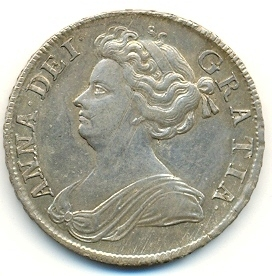
عملة يظهر عليها جانب من راس الملكة "آن" يظهر منه نصف التاج، 1708 الكلام المنقوش عليها باللغه الاتينيه ويعني (دامت آن بنعمة الله)

في عام 1706، اجبر جودولفين ومارلبوروف الملكة «ان» ان تقبل اللورد «سنديرلاند» اليمني العسكري وزوج ابنة «مالبروفس» كرميل لهارلي لتعيين سكرتير الدولة لشئون الجنوب 
وعلى الرغم من ان هذا قد قوي موقف الوزارة في البرلمان الا انه قد اضعفها مع الملكة، حيث ان الملكة «ان» أصبحت منزعجة بشدة من جودولفين والذي كان سابقا المفضل لديها دوق بلدة (مالبروف) وذلك بسبب دعمهم ل (سندرلاند) ومرشحين يمنين آخريين لتولي المناصب الشاغرة في الحكومة والكنيسة 
الملكة قامت باعطاء نصائح خاصة لهارلي الذي لم يكن مؤيدا لالتفات «مالبوروف» و «جودولفين» لليمنين وتاييدهم لهم. وحاولت أيضا مع الغانيه «ابيجيال هيل» والتي كان لها الأثر البالغ في تدهور العلاقة بين الملكة وسارة 
ابيجيال كانت على علاقة مع كلا من هارلي والدوقة، لكنها كانت اقرب سياسيا لهارلي وكانت الوسيط بينه وبين الملكة  الانقسام بداخل الوزارة وصل إلى ذروته في 8 فبراير 1708، وذلك عندما صمم كلا من جودولفين ومارلبوروفس على أن تختار الملكة بين اما ان توافق على عزل هارلي أو تستغنى عن خدماتهم.
في الوقت الذي كانت فيه الملكة «ان» متردده امتنع كلا من مارلبروف وجودولفين عن حضور اجتماع مجلس الوزراء. حاول هارلي ان يدير الامور بدون زملاؤه السابقين ولكن العديد من الحاضرين ومنهم دوق بلدة «سوميرسيت» رفض ان يشارك في الاجتماع حتى يعودا. ونتيجة لذلك قامت الملكة ان بعزل هارلي وهي مكبلة اليدين وفي الشهر الاحق لهذا الحدث حاول الأخ غير الشقيق للملكة «ان» الإسكتلندي «جيمس فرانسيس ادوارد دستارت» السيطرة على اسكتلندا بمساعدة الفرنسيين في محاولة له بان يكون ملكا  هددت الملكة ان بالامتناع عن الموافقة على قانون المليشيات الإسكتلندي لعام 1708 في حالة ان تقوم المليشيات بالخيانة والانحياز لليعاقبه  وكانت الملكة اخر شخص له سياده يعترض على مشروع قانون برلماني وعلى الرغم من ذلك فانه بالكاد تم التعليق ونقد هذا التصرف في هذا الوقت
لم يستطع الغزو الاسطولي ان يصل للارض أو يرسو عليها حيث انه تم قهره وطرده من قبل السفن البريطانية والتي كان يقودها السيد جورج بينج  ونتيجة لخوف وهلع الغزو اليعقوبي بعد قهره تم قطع الدعم عن المحافظين واستطاع اليمنيون أن يحصلوا على الأغلبية في الانتخابات البريطانية العامة في عام 1708 
دوقة بلدة مارلبوروف أصبحت غاضبة حينما اخذت ابيجيال تتحرك وتنتقل في بعض الحجرات في قصر كينسينجتون، تلك الغرف التي كانت تعتبرها ساره ملكا لها، على الرغم من أنها نادرا ما كانت تستخدمهم 
وفي يوليو عام 1708، جاءت إلى المحكمة والقت قصيدة تحمل معاني فاحشة كتبها وسيط تجاري يميني يدعي «ارثر ماينويرينج»
والتي اشارت إلى وجود علاقة مثلية جنسية بين الملكة ان وايجيبل 
الدوقه كتبت للملكة «ان» انها حطمت سمعتها "لأنها تحمل عاطفة جياشه لامرأة كهذه...امرأة غريبة وغير مسئولة وظنت سارة أن مكانة ابيجيل الاجتماعية أصبحت أعلى من مكانتها لذلك كتبت "لم أقتنع يوما أن ثقافتها وتعليمها تؤهلها أن تصبح في صحبة ملكة عظيمة. الكثير من الناس يحبون روح الدعابة التي تتميز بها خادمتهم ويعاملوها بطريقة جيدة جدا، ولكن غير شائع ان يكون هناك توافق خاص بينهم وأن يضعوهم في منزلة الأصدقاء. وفي الوقت ذاته بعض المعلقين المحدثين توصلوا إلى أن الملكة «ان» كانت مثليه جنسية  والكثير أيضا رفضوا تماما هذه التعليقات والتحاليل  وفي رأي كاتبي سيرة الملكة «ان» ابيجيال لا تزيد عن كونها خادمة موثوق بها  وأنها امرأة لديها معتقدات تراثية قوية جعلتها تكرث نفسها لزوجها.
وفي يوم تقديم خدمات الشكر على النصر الذي تم تحقيقه في معركة "كيودينارد" آن لم ترتدي أي من المجوهرات التي اختارتها سارة لها وعلى باب كاتدرائية سانت بول، جرى بينهم نقاش والذي انتهى بأن الملكة آن أصبحت غاضبة جدا من ساره حينما قالت لها اهداي وبعد ذلك أصيبت الملكة آن بالفزع  حينما أرسلت سارة لها رسالة- زوجها لا علاقة له بها - على الغلاف مكتوب عبارة "استكمالا للنقاش" وكتبت الملكة آن ردا على هذه الرسالة بحدة " بعد الأوامر التي أعطيتيها لي في يوم الشكر لكي لا أرد عليكي، لم يكن على أن أضايقك وأزعجك بهذه السطور ولكني فعلت ذلك لكي أعيد خطاب دوق بلدة مالبوروف مرة أخرى سالما بين يديكي ولنفس السبب لا تقولي أي شيء للدوق عن هذا الخطاب أو لكي تحمليه أنتي فقط

## موت زوجها

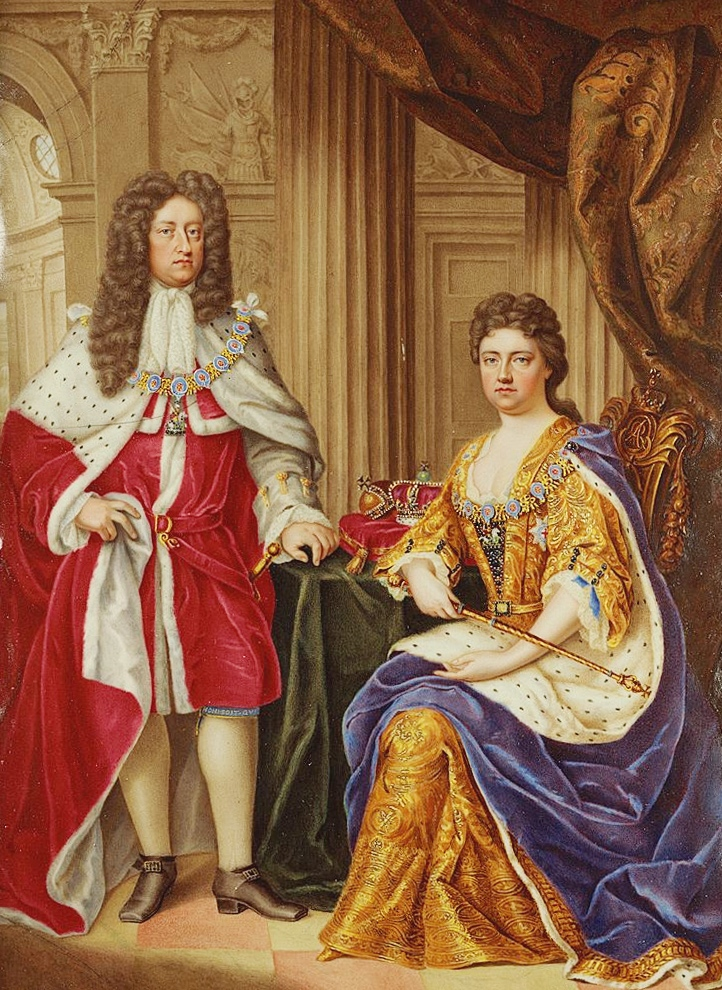
"آن" مع زوجها "الأمير جورج" حاكم الدينمارك، رسم الصورة: شارلز بويت، عام 1706

موت زوج الملكة «آن» دمرها تماما عندما توفي في أكتوبر عام 1708. هذا الحدث كان بمثابة نقطة تحول في علاقتها بدوقة بلدة مالبوروف. حيث وصلت الدوقة إلى قصر كينسينجتون قبل موت «جورج» بفترة وجيزة، ولكن بعد موته صممت أن تترك الملكة «ان» قصر كينسينجتون وتذهب معها إلى قصر سانت جيمس وكان ذلك ضد رغبتها.
استاءت «آن» من التطفل والفضول الموجود بتصرفات الدوقه، حيث قامت الدوقة بإزالة صورة موجودة للأمير جورج من حجرة نوم الملكة ورفضت أن تعيدها لها اعتقادا منها انه من الطبيعي ان نتلاشي رؤية أي ورق أو أي شئ له علاقة بأي شخص نحبه حينما يموت هذا الشخص استغل اليمنيون موت جورج لمصلحتهم، فقيادة البحرية لم تكن تمتلك الشعبية بين القادة اليمنيون هؤلاء القادة الذين اخذوا يلومون على الأمير جورج ونائبه (جورج شيرشل) الذي كان أخا لمارلبوروف من أجل عدم قدرته على الترتيب السليم للسفن ، وفي ظل حصول اليمنيون على الأغلبية في الانتخابات البرلمانية، وسيطرتهم على البرلمان، وذهول«آن» بسبب موت زوجها قام اليمنيون باجبارها على ان تقبل رؤساء الفرق العسكريه السيدان «سوميرس ووارتون» داخل مجلس الوزراء، وعلى الرغم من ذلك فان «آن» صممت أن تتحمل بنفسها مسئوليات القائد الأعلى للبحرية، بدون أن تسمح لأي شخص من الحكومة أن يأخذ مكان جورج ويتولى منصبه. لكن الامر الذي منعا وكان كعائق بالنسبة لها هو ان الفرق العسكريه طالبتها بان تقوم بتعيين «ايرل بلدة اورفورد» وهو عضو اخر من الفرق العسكرية وواحد من قادة النقاد للامير جورج، كقائد أول للبحريه ولكن الملكة «آن» قامت بتعيين ايرل بلدة بيمبروك بعد اقل من سنه في منصبه. وعقب هذا الحدث شهر اخر من الجدل والمناقشات قبل ان تقوم الملكة اخيرا بالموافقة على تعيين ايرل (اورفورد) كللورد أول للبحرية في نوفمبر عام 1709 واستمرت سارة في توبيخ الملكة بسبب علاقتها بابيجيال، وفي أكتوبر عام 1709، «آن» كتبت لدوق مالبوروف تساله ان يجعل زوجته تتوقف عن استفزازها وجعلها تشعر بالالم والوجع النفسي وان يجعل زوجته تتصرف بالاحتشام واللياقة التي يجب ان تتحلى بها عندما تتعامل مع صديقتها والملكة 
وفي يوم خميس العهد في 6 أبريل عام 1710، الملكة «آن» والملكة سارة قابلوا بعضهم البعض للمرة الاخيرة
بالنسبة لسارة الملكة كانت قليلة الكلام. وأخذت تتصرف معها بشكل رسمي وأخذت تعيد نفس العبارات «في أي وقت تريد أن تقولي أي شيء يجب أن تكتبيه» و «انتي التي قد قلتي من قبل انك لا تريدي اجابة وأنا الآن لن أعطيكي أي إجابات» أعادتها عليها مرارا وتكرارا

## حرب الخلافة الإسبانية
في الوقت الذي فيه لم تحظي حرب إسبانيا الضروس على شعبيه، قام اليمنيون بعمل مظاهرات ، واتهام«هنري ساشيفيريل» أحد قادة الكنيسة الإنجليكاني المحافظ انه يقوم بوعظ الناس بخطب معادية لليمنين ادي إلى جو من السخط العام. آن كانت تري ان (ساشيفيريل) يجب ان يعاقب لانه أخذ يحث على (الثورة المجيدة)، ولكن عقابه يجب ان يكون عقاب معتدل وليس عقاب شديد وذلك لتلاشي حدوث أي اضطراب سياسي اخر  وفي لندن حدث العديد من أعمال الشغب دعما ل«ساشيفيريل»، ولكن القوات الوحيدة الموجودة والقادرة على قمع تلك الأعمال والمسببه للإزعاج هم حراس الملكة، وسكرتير الدولة «سيندرلاند» كان ممانع ان يستخدمهم ويترك الملكة بحراسه قليله. ولكن «آن» اخبرته بان الله سوف يحرسها وامرته باعادة نشر قواتها في أماكن الشغب.

ومن وجهة نظر آن (ساسيفريل) مدان ولكن الحكم عليه- وهو منعه من الوعظ لمدة ثلاث سنوات منشانه أن يحول الأمر إلى مهزلة 

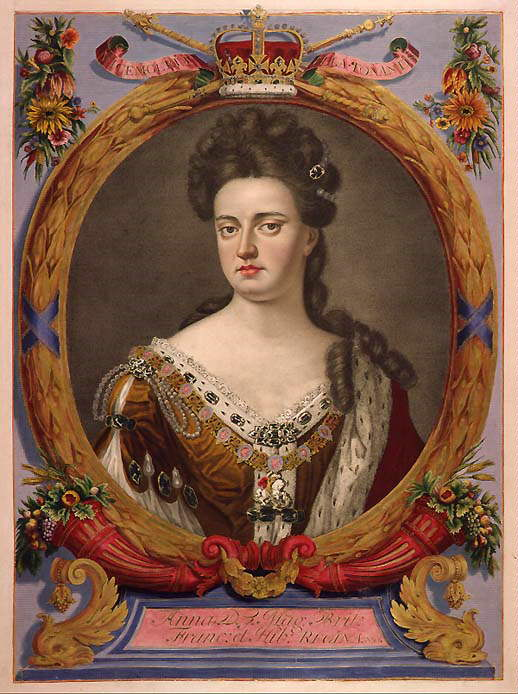
صورة ملونة ومنقوشة لملكة ان من اطلس رسمها (ايوجوستلس الثاني من بولندا عام 1706- 1710)

 الملكة آن زاد ازدراءها من مالبوروف ووزيرها، واخيرا ينحت لها الفرصة لكي تقوم بعزل (سيندزلاند في شهر يونيو عام  واتبعة أيضا جودولفين في شهر أغسطس، ولفرق العسكرية اليمنيه أيضا، تم عزلهم من مناصبهم، على الرغم من ان مالبوروف في تلك اللحظة كان مازال حاكما للجيش وبدلا منهم قامت بتعيين وزير جديد وكان هارلي رئيسا له، والذي كان يحاول ان يحقق ويصل إلى السلام مع الفرنسيين مختلفا بذلك عن اليمنيين، هارلي ووزيره كانا مستعدان لعمل تسويه عن طريق التنازل عن إسبانيا ل (بوربون كلامنيت) (فيليب انجو) كتنازلات تجارية في الانتخابات البرلمانية التي اتبعت تعيين هارلي مباشرة، مستندا على حماية الحكومة متضمنة غالبية عظمي من المحافظين ، ففي يناير عام 1711 الملكة آن اجبرت سارة ان تقبل موظفين المحكمة، «وايجابيل» تولت منصب المحافظ على محفظة الملكة.
هارلي مات بطعنة من أحد الاجئين الفرنسيين الساخطين (ماركيس دي جيوسكارد) في مارس وبكت ان آن حينما علمت بموتة، وتحسنت صحتها ببطء بعد ذلك، موت جودولفين في سبتمبر عام 1712 لاسباب طبيعية خفف عن آن والتي كانت تلومة دائما على نفورة من مالبوروف
الأخ الأكبر ل (اركدوق شارلز)، والذي يدعي «امبرورجوذيف الأول» مات في أبريل عام 1711 وتولى بعدة شارلز في أستراليا وألمانيا وامبراطورية رومانيا العظمى، ولم يزل عرش إسبانيا تحت سيطرة بريطانيا، ولكن السلام المطلوب في بلدة يوتريخت - القضية التي تمت احلتها للبرلمان للتصديق والموافقة عليها- لن تتحقق طالما يحاول اليمنيون ان يكبحوا جماح البربون. وفي مجلس العموم اغلبية المحافظين لم يعارضوا المعاهدة مقابل حصولة منهم على دعم لمشروع قانون المطابقة
رات الملكة آن انها في حاجة إلى عمل حاسم لمحو الغالبية المعارضة لتلك الاتفاقية. وفي نفس الوقت لم يكن هناك امامها أي بدائل، وقامت على مضض تجميع اثنى عشر نظير لهم 
زوج ابيجايل (صامويل ماشم) عين كأحد النبلاء، وابدت آن اعتراضها لهارلي بأنها لاتملك أي نية أو تصور لكي تحول ايجابيل إلى سيدة نبيلة وعظيمة؛ وتخسر خادمة نافعة هذا التشكيل الضخم من النبلاء غير مسبوق. وفي نفس الوقت مالبوروف تم إقالته من منصبه كقائد للجيش. وتم التصديق على معاهدة السلام وانتهى تورط الجيش البريطاني في حرب الخلافة الأسبانية.
 وبعد التوقيع على معاهدة اوتريخت علم الملك لويس السابع ملك فرنسا بخلافة الهانوفريين على بريطانيا. ومع ذلك كان هناك إشاعة تؤكد ان الملكة آن تفضل أن يتولى الخلافة أخوها غير الشقيق على ان يتولاها الهانوفريين وتم الترويج لهذه الإشاعة على الرغم من نفي الملكة آن لها في الأحاديث العامة والخاصة. والشائعات ازدادت بسبب رفضها الدائم للسماح لاي من الهانوفريين لكي يزوروا إنجلترا أو يذهبوا ليعيشوا بها. وزادت الشائعات أيضا التي تتحدث عن مؤامرات كلا من هارلي وسكرتير الدولة المحافظ «لورد بولينجبرك»؛ والذين كانوا دائما في مناقشات منفصلة وسرية دارت تلك المناقشات عن أخو الملكة غير الشقيق واخذوا يتناولون كيفية استعادة اسرة «ستيوارت» مرة أخرى للحكم واستمرت تلك المناقشات حتى عام 1714.

## الوفاة
أصبحت آن عاجزة عن المشي واستمرت ذلك منذ يناير إلى يوليو عام 1714. وفي عيد الميلاد المجيد كانت الملكة آن تعاني من الحمى وكانت ترقد فاقدة للوعي لساعات ، هذا ما أدى إلى انتشار شائعة انها تحتضر  ولكن تم شفاؤها من تلك الحمى وبعد ذلك مرضت بشدة مرة أخرى في مارس. وفي يوليو فقدت آن الثقة تماما في هارلي وذكر السكرتير الخاص بها أن آن اخبرت مجلس الوزراء ب«انه قام باهمال جميع مهامة، وأنه نادرا ما استطاعت الملكة آن ان تفهمه وعندما كان يريد أن يشرح مايريد أن يقوله لم تستطع الملكة الاعتماد على تبريراته أو كلماته؛ وكان دائما ياتي مخمورا وأنه يتطلع إلى ان يتوج ملكا ؛ كما أنه أيضا يتعامل معها باسلوب غير لائق واخلاق متدنيه، مليئة بالبذائة وقلة الاحترام». [//en.wikipedia.org/wiki/Jonathan_Swift Jonathan Swift
وفي 27 يوليو عام 1714 وفي خلال عطلة البرلمان الصيفية اقالت هارلي من منصبه كأمين سر البلاد. وعلى الرغم من صحتها المتدهوره، والتي أرجعوها الاطباء إلى الضغط النفسي والعصبي الناتج عن سلسلة الأحداث المتواصلة في الدولة. إلا أنها حضرت اجتماعيين لمجلس الوزراء في ساعات متأخرة من الليل. ولم يستطع الاتفاق على الشخص الذي سيتبع هارلي في خلال تلك الاجتماعيين. والاجتماع الثالث تم إلغائه حيث أن الملكة أصبحت مريضة جدا لدرجة لا تؤهلها لحضور هذا الاجتماع  وفي 30 يوليو عام 1714 أصبحت الملكة غير قادرة على التحدث إثر سكتة دماغية. هذا اليوم الذي كان يوافق ذكري موت «جلوسيسترز» وعملا بنصيحة المجلس السرى الذي قام بتولية النبيل الأسباني اليمني. «شارلز تالبوت»، الدوق الأول لشيروسبري منصب الامين السري للصندوق  ماتت الملكة في تمام الساعة السابعة والنصف صباحا في 1 أغسطس عام 1714 جون اربوثنوت أحد أطباء الملكة كان يعتقد ان موتها كان نجاه لها من حياة مصحوبة بصحة متدهورة والكثير من الالام.
وكتبت ل«جون اربوثنوت»، «انا على يقين ان النوم وعدم القدرة على الحركة بالنسبة لمسافر منهك وشخص لم يكل من السعي ابدا لن يكون أفضل من الموت بالنسبة لهذا الشخص والملكة هكذا أيضا»، ودفنت آن بجانب زوجها واولادها في معبد هينري السابع في جنوب ممشي (ديروسيتمينستر) في 24 أغسطسThe London Gazette لذلك أبناء أحد الامراء الأمير جورج امير «هانوفر» ورث تاج بريطانيا عملا بقانون التسوية عام 1701م والمتطلعين إلى الحكم من الكاثولكيين بما فيهم اخ الملكة غير الشقيق «جيمس فرانسيس ادوارد ستارت». تجاهلوا تماما موافقة الامراء التي كانت تقريبا بالاجماع : وانتفاضة اليعاقبة فشلت في عام1715
ومالبوروف اعيد مرة أخرى إلى منصبة السابق. والوزراء المحافظون تم استبدالهم باليمنين

## التراث

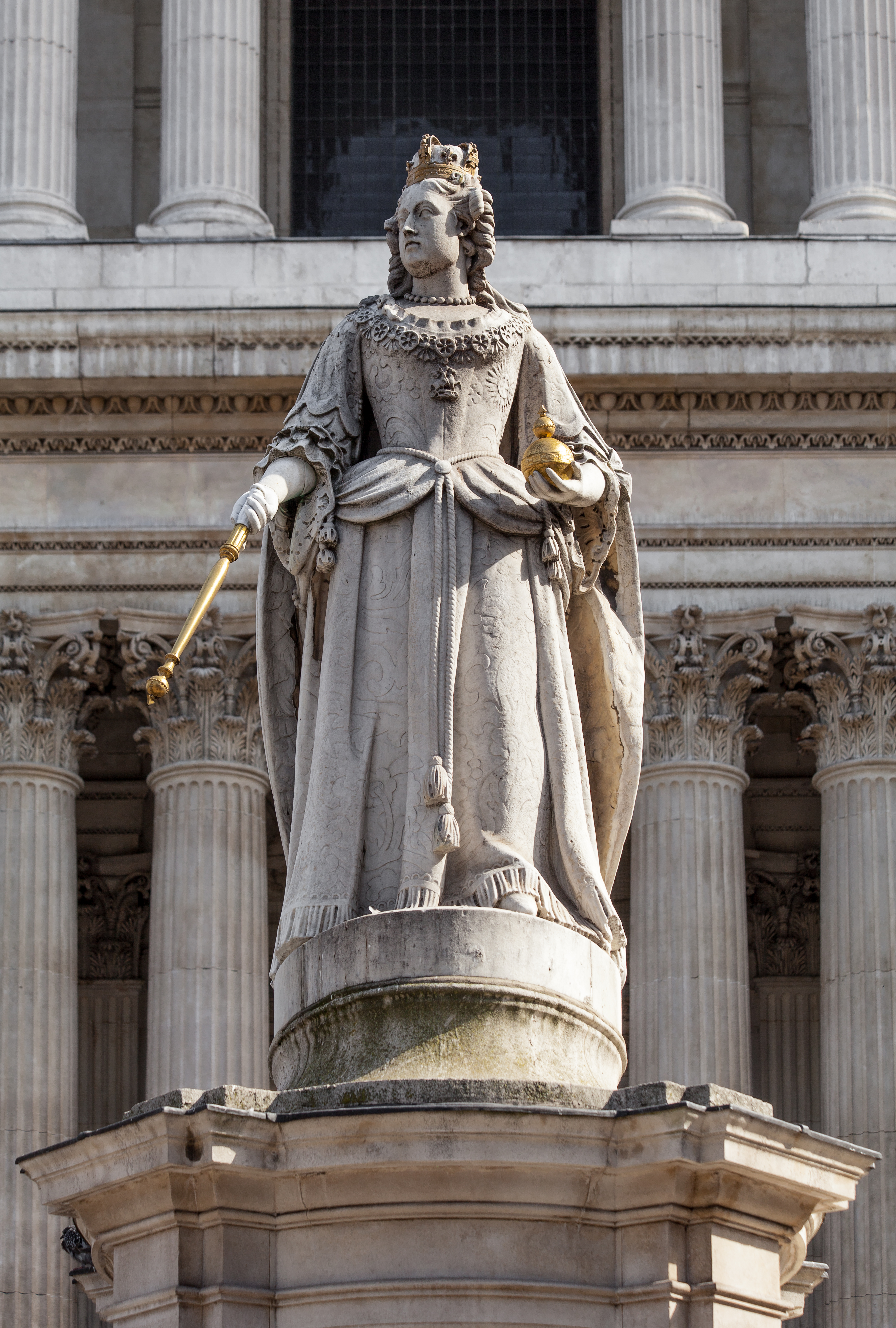
تمثال آن ملكة بريطانيا العظمى أمام الواجهة الغربية لكاتدرائية القديس بولس. تم تشييد التمثال في عام 1712 بواسطة فرانسيس بيرد.

اخذت دوقة مالبوروف تستخف بذكرى الملكة آن بشكل مفرط. واخذت تلقي الضوء على تصرفاتها وافعالها غير العادلة
مما جعل الكثير من كتابي السيرة الذاتية يقتنعون ان الملكة آن كانت سيدة ضعيفة وغير حازمة وتم مهاجمتها كثيرا بسبب نزاعات غرف النوم والخصوم الذين قامت بتكوينهم بسبب تلك النذوات وقالت انها كانت تاخذ العديد من القرارات السياسيه العليا على اساس شخصي ، وكتبت أيضا عن آن انها كانت تفكر جيدا ولم تكن سيدة حمقاء، ولكن لايستطيع أحد ان يقر بأنها كانت حكيمة، أو أن أحد كان يستكتع عندما يدخل معها في محادثة.
أنها كانت جاهله في كل شئ ما عدا ماقام القساوسة بتعليمه لها عندما كانت صغيرة، كانت جاهلة جدا وجبانة ولم يكن لديها قدرة على الحكم بشكل سليم وعادل ولم تكن حكيمة ومن السهل ان ترى انها تتصرف جيدا وذلك لانها كانت محاطة بالعديد من الاشخاص البارعين الماكرين. والذين في النهاية اتفقوا على مقصد واحد وهو تلويث سمعتها  وكان راي المؤرخين التقييم المعروف لان انها امراة سمينة وتحمل باستمرار وان شهواتها دائما ماتتحكم بها، وتفتقر الفطنة العسكرية والاهتمام بالشئون العسكرية اخذتها عن الرجال المتعصبين المتحيزيين ضد المراة 

الكاتب دايفيد جرين كتب انه في حالة الملكة لم يكن كما هو معروف ومفترض ان تكون حكومة الملكة حكومة نسائية كانت تمتلك سلطة كبيرة ولكنها مع مرور الوقت اضطرت إلى تخفيض تلك السلطة، وختم الدكتور ادوارد جريك حديثة عن «آن» ان آن كانت غالبا قادرة على فرض ارادتها، حتى في عصر امتاز بسيطرة الذكور، ولم تكن مهتمة كثيرا بصحتها، امتاز حكمها بسيطرة الوزراء الزائدة على الحكم وزيادة نفوذ تلك الوزراء أيضا والنقص الملحوظ في نفوذ وسيطرة الملك وحضرت الملكة «آن» العديد من اجتماعات مجلس الوزراء ولم يحضر مثلها أي من الملوك السابقين أو اللاحقين لها. وتراست عهد ازدهار الفن والادب والاقتصاد والسياسة، هذا الازدهار الذي حدث كنتيجة طبيعية للرخاء والاستقرار اللذان كانا موجودان في عهدها وفي الهندسة المعمارية قام المهندس السيد «جون فانبروف» بانشاء قصر بلينهم وقلعة هوارد وظهر كتاب مثل (دانيال ديفو) و (اكسندر بوب) و (وجونتان سويفت). وقام (هنري وايس) بزراعة حدائق جديدة في قصر (بيلينهم) و (كينسنجتون) و (ويندرسور) وزرع أيضا في قصر جيمس الأول. دعمت الملكة«آن» بشدة وحدة إنجلترا واسكتلندا والتي جعلت من أوروبا منطقة تجارية حرة ضخمة "Quick Guide: Act of Union". BBC. 15 January 2007. Retrieved 26 March الانجازات السياسية والدبلوماسية التي تمت في عهد حكم الملكة «آن»، وغياب الصراع الدائم بين البرلمان والملك يدل على انها اختارت وزراءها بحكمة وتعلمت كيف تستخدم صلاحيتها بحكمة 

## الألقاب، والمسميات، والأوسمة، والشعارات

الالقاب الملكية في عهد الملكة "آن" ملكة بريطانيا العظمى اللقب العائد على الملكة في غيابها (عظمتها) - اللقب المستخدم في اثناء محادثتها (عظمتك) - القاب بديلة (سيدتي)

### ألقاب الملكة
- 6 فبراير عام 1665- 28 يوليو عام 1683: سموها السيدة«آن» Duke of Marlborough quoted in Green, p. 182; Duchess of Marlborough quoted
- 28 يوليو 1683- 8مارس 1702: صاحبة السمو الملكي الاميرة «آن» اميرة الدينمارك The London Gazette: no. 2361. p. 1. 5 July 1688. The London Gazette: no.
- 8 مارس 1702- 1 أغسطس 1714: جلالة الملكة.

اللقب الرسمي للملكة آن قبل عام 1707 كان (الملكة آن حفظها الله ملكة إنجلترا، واسكتلندا وفرنسا وايرلندا، والمدافعة عن الايمان والمؤمنين ... إلى آخره ". وبعد الوحدة أصبح لقبها الملكة آن حفظها الله ملكة بريطانيا العظمى وفرنسا وايرلندا، المدافعة عن الدين إلى آخره Wallis, John Eyre Winstanley (1921). English Regnal Years and Titles: Hand- وحكمت العديد من الممالك غير إنجلترا وذلك في الفترة من 1340 إلى 1800«آن» لقبت بانها حاكمة فرنسا ولكنها لم تكن بالفعل حاكمة فرنسا 

### الشعارات

رمز الجيش عندما اصبحت آن ملكة بريطانيا العظمى من 1707 إلى 1714

رمز الجيش عندما اصبحت آن ملكة إنجلترا من 1702 إلى 1707

رمز الجيش عندما كانت آن اميرة الدينمارك

كما كان النهج السائد للملكة، كانت آن تستخدم رمز الجيش الخاص بعائلة سيتوارت الملكية وذلك كان قبل الوحدة كانت تلك الرموز تستخدم منذ 1603 : فالرمز الأول مقسم إلى ثلاث اجزاء وهو ملئ بالورود الزرقاء التي كانت ترمز لفرنسا وكان الرمز يتكون أيضا من ثلاث اسود يرمزوا لانجلترا، الرمز الثاني كان لاسد يمسك برمز مزخرف بالورود بشكل عكسي، هذه الزخرفة تضفي عليه اللون الأحمر. أشار هذا الرمز إلى اسكتلندا. الرمز الثالث هو رمز عبارة عن قيثارة بها اوتار من الفضة وكان يرمز لـ (أيرلندا). وفي عام 1702 استخدمت آن  استخدمت «آن» عبارة (نحن لا نتغير) ونفس الرمز استخدمته الملكة إليزابيث مشروع الوحدة أعلن أن شعار غفر السواحل سوف يكون مثلما تقوم جلالتها بتحديده "Union with England Act 1707: Section I". The National Archives. Retrieved، وفي عام 1707 تم الرمز إلى الوحدة على انها عملية للتطويق أو ابقاء قوات إنجلترا واسكتلندا جنبا إلى جنب في نفس المنطقة. والذين كانوا منه قبل في أماكن متفرقة. وفي اسكتلندا كان هناك شكلين منفصلين ومختلفين كان يتم استخدامهم في الأختام التي كانت ترمز للجيش وذلك حتى تحت الوحدة "Union with England Act 1707: Section XXIV". The National Archives. 

## شجرة العائلة
|                         |                         |                         |                         |                         |                         |  |  |                         |                         |                         |                         |                         |                         |  |  |                       |                       | جيمس الأول 1625-1566  |                       |                       |                       |  |  |                        |                        |                        |                        |                        |                        |                    |                    |                      |                      |                       |                       |                       |                       |                       |                       |                       |                       |                              |                              |                              |                              |                              |                              |                         |                         |  |  |  |  |  |  |  |  |  |  |  |  |  |  |  |  |  |  |
|                         |                         |                         |                         |                         |                         |  |  |                         |                         |                         |                         |                         |                         |  |  |                       |                       |                       |                       |                       |                       |  |  |                        |                        |                        |                        |                        |                        |                    |                    |                      |                      |                       |                       |                       |                       |                       |                       |                       |                       |                              |                              |                              |                              |                              |                              |                         |                         |  |  |  |  |  |  |  |  |  |  |  |  |  |  |  |  |  |  |
|                         |                         |                         |                         |                         |                         |  |  |                         |                         |                         |                         |                         |                         |  |  |                       |                       |                       |                       |                       |                       |  |  |                        |                        |                        |                        |                        |                        |                    |                    |                      |                      |                       |                       |                       |                       |                       |                       |                       |                       |                              |                              |                              |                              |                              |                              |                         |                         |  |  |  |  |  |  |  |  |  |  |  |  |  |  |  |  |  |  |
|                         |                         |                         |                         |                         |                         |  |  | تشارلز الأول 1649-1600  | تشارلز الأول 1649-1600  | تشارلز الأول 1649-1600  | تشارلز الأول 1649-1600  | تشارلز الأول 1649-1600  | تشارلز الأول 1649-1600  |  |  |                       |                       |                       |                       |                       |                       |  |  |                        |                        |                        |                        | إليزابيث 1662-1596     | إليزابيث 1662-1596     | إليزابيث 1662-1596 | إليزابيث 1662-1596 | إليزابيث 1662-1596   | إليزابيث 1662-1596   |                       |                       |                       |                       |                       |                       | جورج 1641-1582        | جورج 1641-1582        | جورج 1641-1582               | جورج 1641-1582               | جورج 1641-1582               | جورج 1641-1582               |                              |                              |                         |                         |  |  |  |  |  |  |  |  |  |  |  |  |  |  |  |  |  |  |
|                         |                         |                         |                         |                         |                         |  |  | تشارلز الأول 1649-1600  | تشارلز الأول 1649-1600  | تشارلز الأول 1649-1600  | تشارلز الأول 1649-1600  | تشارلز الأول 1649-1600  | تشارلز الأول 1649-1600  |  |  |                       |                       |                       |                       |                       |                       |  |  |                        |                        |                        |                        | إليزابيث 1662-1596     | إليزابيث 1662-1596     | إليزابيث 1662-1596 | إليزابيث 1662-1596 | إليزابيث 1662-1596   | إليزابيث 1662-1596   |                       |                       |                       |                       |                       |                       | جورج 1641-1582        | جورج 1641-1582        | جورج 1641-1582               | جورج 1641-1582               | جورج 1641-1582               | جورج 1641-1582               |                              |                              |                         |                         |  |  |  |  |  |  |  |  |  |  |  |  |  |  |  |  |  |  |
|                         |                         |                         |                         |                         |                         |  |  |                         |                         |                         |                         |                         |                         |  |  |                       |                       |                       |                       |                       |                       |  |  |                        |                        |                        |                        |                        |                        |                    |                    |                      |                      |                       |                       |                       |                       |                       |                       |                       |                       |                              |                              |                              |                              |                              |                              |                         |                         |  |  |  |  |  |  |  |  |  |  |  |  |  |  |  |  |  |  |
| الأميرة ماري 1660-1631  | الأميرة ماري 1660-1631  | الأميرة ماري 1660-1631  | الأميرة ماري 1660-1631  | الأميرة ماري 1660-1631  | الأميرة ماري 1660-1631  |  |  | تشارلز الثاني 1685-1630 | تشارلز الثاني 1685-1630 | تشارلز الثاني 1685-1630 | تشارلز الثاني 1685-1630 | تشارلز الثاني 1685-1630 | تشارلز الثاني 1685-1630 |  |  | جيمس الثاني 1701-1633 | جيمس الثاني 1701-1633 | جيمس الثاني 1701-1633 | جيمس الثاني 1701-1633 | جيمس الثاني 1701-1633 | جيمس الثاني 1701-1633 |  |  |                        |                        |                        |                        | صوفيا 1714-1630        | صوفيا 1714-1630        | صوفيا 1714-1630    | صوفيا 1714-1630    | صوفيا 1714-1630      | صوفيا 1714-1630      |                       |                       | إرنست أغسطس 1698-1629 | إرنست أغسطس 1698-1629 | إرنست أغسطس 1698-1629 | إرنست أغسطس 1698-1629 | إرنست أغسطس 1698-1629 | إرنست أغسطس 1698-1629 |                              |                              | جورج ويليام 1705-1624        | جورج ويليام 1705-1624        | جورج ويليام 1705-1624        | جورج ويليام 1705-1624        | جورج ويليام 1705-1624   | جورج ويليام 1705-1624   |  |  |  |  |  |  |  |  |  |  |  |  |  |  |  |  |  |  |
| الأميرة ماري 1660-1631  | الأميرة ماري 1660-1631  | الأميرة ماري 1660-1631  | الأميرة ماري 1660-1631  | الأميرة ماري 1660-1631  | الأميرة ماري 1660-1631  |  |  | تشارلز الثاني 1685-1630 | تشارلز الثاني 1685-1630 | تشارلز الثاني 1685-1630 | تشارلز الثاني 1685-1630 | تشارلز الثاني 1685-1630 | تشارلز الثاني 1685-1630 |  |  | جيمس الثاني 1701-1633 | جيمس الثاني 1701-1633 | جيمس الثاني 1701-1633 | جيمس الثاني 1701-1633 | جيمس الثاني 1701-1633 | جيمس الثاني 1701-1633 |  |  |                        |                        |                        |                        | صوفيا 1714-1630        | صوفيا 1714-1630        | صوفيا 1714-1630    | صوفيا 1714-1630    | صوفيا 1714-1630      | صوفيا 1714-1630      |                       |                       | إرنست أغسطس 1698-1629 | إرنست أغسطس 1698-1629 | إرنست أغسطس 1698-1629 | إرنست أغسطس 1698-1629 | إرنست أغسطس 1698-1629 | إرنست أغسطس 1698-1629 |                              |                              | جورج ويليام 1705-1624        | جورج ويليام 1705-1624        | جورج ويليام 1705-1624        | جورج ويليام 1705-1624        | جورج ويليام 1705-1624   | جورج ويليام 1705-1624   |  |  |  |  |  |  |  |  |  |  |  |  |  |  |  |  |  |  |
|                         |                         |                         |                         |                         |                         |  |  |                         |                         |                         |                         |                         |                         |  |  |                       |                       |                       |                       |                       |                       |  |  |                        |                        |                        |                        |                        |                        |                    |                    |                      |                      |                       |                       |                       |                       |                       |                       |                       |                       |                              |                              |                              |                              |                              |                              |                         |                         |  |  |  |  |  |  |  |  |  |  |  |  |  |  |  |  |  |  |
|                         |                         |                         |                         |                         |                         |  |  |                         |                         |                         |                         |                         |                         |  |  |                       |                       |                       |                       |                       |                       |  |  |                        |                        |                        |                        |                        |                        |                    |                    |                      |                      |                       |                       |                       |                       |                       |                       |                       |                       |                              |                              |                              |                              |                              |                              |                         |                         |  |  |  |  |  |  |  |  |  |  |  |  |  |  |  |  |  |  |
| ويليام الثالث 1702-1650 | ويليام الثالث 1702-1650 | ويليام الثالث 1702-1650 | ويليام الثالث 1702-1650 | ويليام الثالث 1702-1650 | ويليام الثالث 1702-1650 |  |  | ماري الثانية 1694-1662  | ماري الثانية 1694-1662  | ماري الثانية 1694-1662  | ماري الثانية 1694-1662  | ماري الثانية 1694-1662  | ماري الثانية 1694-1662  |  |  | آنّ ستيوارت 1714-1665  | آنّ ستيوارت 1714-1665  | آنّ ستيوارت 1714-1665  | آنّ ستيوارت 1714-1665  | آنّ ستيوارت 1714-1665  | آنّ ستيوارت 1714-1665  |  |  | جيمس فرانسيس 1766-1688 | جيمس فرانسيس 1766-1688 | جيمس فرانسيس 1766-1688 | جيمس فرانسيس 1766-1688 | جيمس فرانسيس 1766-1688 | جيمس فرانسيس 1766-1688 |                    |                    | جورج الأول 1727-1660 | جورج الأول 1727-1660 | جورج الأول 1727-1660  | جورج الأول 1727-1660  | جورج الأول 1727-1660  | جورج الأول 1727-1660  |                       |                       |                       |                       |                              |                              | صوفيا دوروثيا 1726-1666      | صوفيا دوروثيا 1726-1666      | صوفيا دوروثيا 1726-1666      | صوفيا دوروثيا 1726-1666      | صوفيا دوروثيا 1726-1666 | صوفيا دوروثيا 1726-1666 |  |  |  |  |  |  |  |  |  |  |  |  |  |  |  |  |  |  |
| ويليام الثالث 1702-1650 | ويليام الثالث 1702-1650 | ويليام الثالث 1702-1650 | ويليام الثالث 1702-1650 | ويليام الثالث 1702-1650 | ويليام الثالث 1702-1650 |  |  | ماري الثانية 1694-1662  | ماري الثانية 1694-1662  | ماري الثانية 1694-1662  | ماري الثانية 1694-1662  | ماري الثانية 1694-1662  | ماري الثانية 1694-1662  |  |  | آنّ ستيوارت 1714-1665  | آنّ ستيوارت 1714-1665  | آنّ ستيوارت 1714-1665  | آنّ ستيوارت 1714-1665  | آنّ ستيوارت 1714-1665  | آنّ ستيوارت 1714-1665  |  |  | جيمس فرانسيس 1766-1688 | جيمس فرانسيس 1766-1688 | جيمس فرانسيس 1766-1688 | جيمس فرانسيس 1766-1688 | جيمس فرانسيس 1766-1688 | جيمس فرانسيس 1766-1688 |                    |                    | جورج الأول 1727-1660 | جورج الأول 1727-1660 | جورج الأول 1727-1660  | جورج الأول 1727-1660  | جورج الأول 1727-1660  | جورج الأول 1727-1660  |                       |                       |                       |                       |                              |                              | صوفيا دوروثيا 1726-1666      | صوفيا دوروثيا 1726-1666      | صوفيا دوروثيا 1726-1666      | صوفيا دوروثيا 1726-1666      | صوفيا دوروثيا 1726-1666 | صوفيا دوروثيا 1726-1666 |  |  |  |  |  |  |  |  |  |  |  |  |  |  |  |  |  |  |
|                         |                         |                         |                         |                         |                         |  |  |                         |                         |                         |                         |                         |                         |  |  |                       |                       |                       |                       |                       |                       |  |  |                        |                        |                        |                        |                        |                        |                    |                    |                      |                      |                       |                       |                       |                       |                       |                       |                       |                       |                              |                              |                              |                              |                              |                              |                         |                         |  |  |  |  |  |  |  |  |  |  |  |  |  |  |  |  |  |  |
|                         |                         |                         |                         |                         |                         |  |  |                         |                         |                         |                         |                         |                         |  |  |                       |                       |                       |                       |                       |                       |  |  |                        |                        |                        |                        |                        |                        |                    |                    |                      |                      |                       |                       |                       |                       |                       |                       |                       |                       |                              |                              |                              |                              |                              |                              |                         |                         |  |  |  |  |  |  |  |  |  |  |  |  |  |  |  |  |  |  |
|                         |                         |                         |                         |                         |                         |  |  |                         |                         |                         |                         |                         |                         |  |  | ويليام 1700-1689      | ويليام 1700-1689      | ويليام 1700-1689      | ويليام 1700-1689      | ويليام 1700-1689      | ويليام 1700-1689      |  |  | تشارلز 1788-1720       | تشارلز 1788-1720       | تشارلز 1788-1720       | تشارلز 1788-1720       | تشارلز 1788-1720       | تشارلز 1788-1720       |                    |                    |                      |                      | جورج الثاني 1760-1683 | جورج الثاني 1760-1683 | جورج الثاني 1760-1683 | جورج الثاني 1760-1683 | جورج الثاني 1760-1683 | جورج الثاني 1760-1683 |                       |                       | صوفيا أميرة هانوفر 1757-1687 | صوفيا أميرة هانوفر 1757-1687 | صوفيا أميرة هانوفر 1757-1687 | صوفيا أميرة هانوفر 1757-1687 | صوفيا أميرة هانوفر 1757-1687 | صوفيا أميرة هانوفر 1757-1687 |                         |                         |  |  |  |  |  |  |  |  |  |  |  |  |  |  |  |  |  |  |

## روابط خارجية
- آن ملكة بريطانيا العظمى على موقع الموسوعة البريطانية (الإنجليزية)
- آن ملكة بريطانيا العظمى على موقع إن إن دي بي (الإنجليزية)